# Guidonia Montecelio
Guidonia Montecelio (IPA: [ɡwiˈdɔnja monteˈʧɛljo], citato a volte semplicemente come Guidonia) è un comune italiano sparso di 89 339 abitanti della città metropolitana di Roma Capitale nel Lazio. Originariamente comune di Montecelio, fu accorpato e rinominato nel 1937 con la città di fondazione fascista Guidonia e il suo aeroporto militare "Alfredo Barbieri".

## Geografia fisica

### Territorio

L'area urbana di Roma dal satellite e il territorio del comune di Guidonia Montecelio

Il territorio di Guidonia Montecelio con la sua estensione di 79,06 km² sorge a nord est di Roma a pochi chilometri dal Grande Raccordo Anulare nella Sabina romana, idealmente compreso tra le vie Nomentana e Tiburtina.

#### Orografia
In generale, l'area presenta caratteristiche riconducibili a tre tipologie morfologiche principali: le prominenze della parte settentrionale e orientale, in cui ricadono le località di Sant'Angelo Romano, Montecelio, Marcellina e Tivoli, il settore pianeggiante a sud-ovest di Guidonia e la piana alluvionale del fiume Aniene.
- Gli unici rilievi di una certa entità sono i Monti Cornicolani. Da occidente a oriente troviamo: Monte Patulo (alto 400 m, con la vetta occupata da Sant'Angelo in Capoccia), Poggio Cesi e le due prominenze di Montecelio (una alta 396 m e l'altra, detta Monte Albano, di 370 m di altitudine, ove sorge il complesso conventuale di San Michele). A questi seguono, nella direzione est-ovest: Colle Carcibove (alto 260 m) e Colle Largo (alto 220 m), ai cui piedi sorge il centro di Guidonia; più a est nel territorio di Tivoli si ergono i Monti Tiburtini e Monte Gennaro.
- La zona sud-occidentale è prevalentemente pianeggiante, con un'ondulazione insignificante ma continua, terreno argilloso e tufaceo, ha gli aspetti tipici dell'Agro Romano, un panorama mai uniforme, movimentato da antiche cave pozzolaniche, sprofondamenti del terreno o lievi dossi;
- Il settore meridionale del territorio comunale è formato da un piano debolmente inclinato in direzione sud: si passa infatti dagli 82-85 m della piana di Guidonia ai 35-40 m lungo l'Aniene. L'area si distingue sia per la presenza del travertino e delle acque sulfuree, sotto forma di sorgenti e affioramenti, sia per la rigogliosa vegetazione delle zone umide e depresse nelle poche aree non contaminate dall'attività umana.

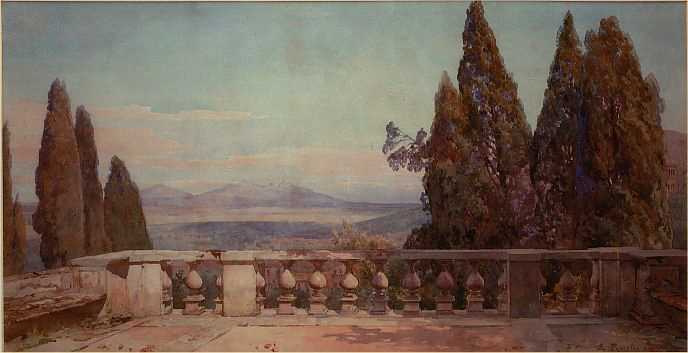
Panoramica dei Monti Cornicolani da Villa d'Este a Tivoli (acquerello di Ettore Roesler Franz del 1900)

La composizione geologica del territorio di Guidonia, secondo la Carta Geologica d'Italia redatta dal Servizio Geologico d'Italia, è estremamente variegata e frammentaria.

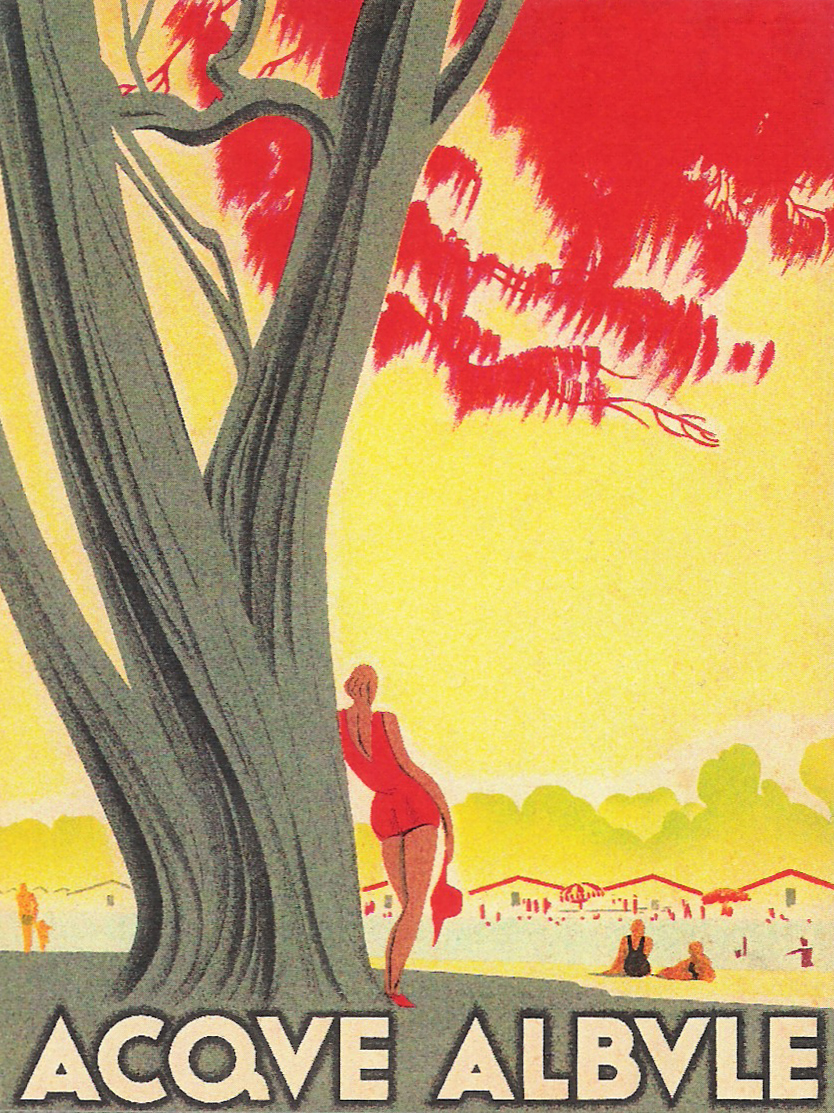
Manifesto storico delle Acque Albule di Tivoli

La valle dell'Inviolata e le aree circostanti il fiume Aniene risultano essere composte da terreno alluvionale, mentre il centro abitato sorge su un territorio tufaceo rimaneggiato dal pendio e una vasta area attorno alle sorgenti dell'acqua Albula è formata da travertino (classificazione Tr2).
La via Tiburtina Valeria attraversa nel primo tratto presso la località Albuccione un terreno composto da sabbie silicee, argille e tufo litoide. I Monti Cornicolani sono formati dello stesso materiale, arricchito da tugi grigi stratificati (classificazione ts3). La parte settentrionale del comune presenta alcuni banchi di calcare (G).

#### Idrografia

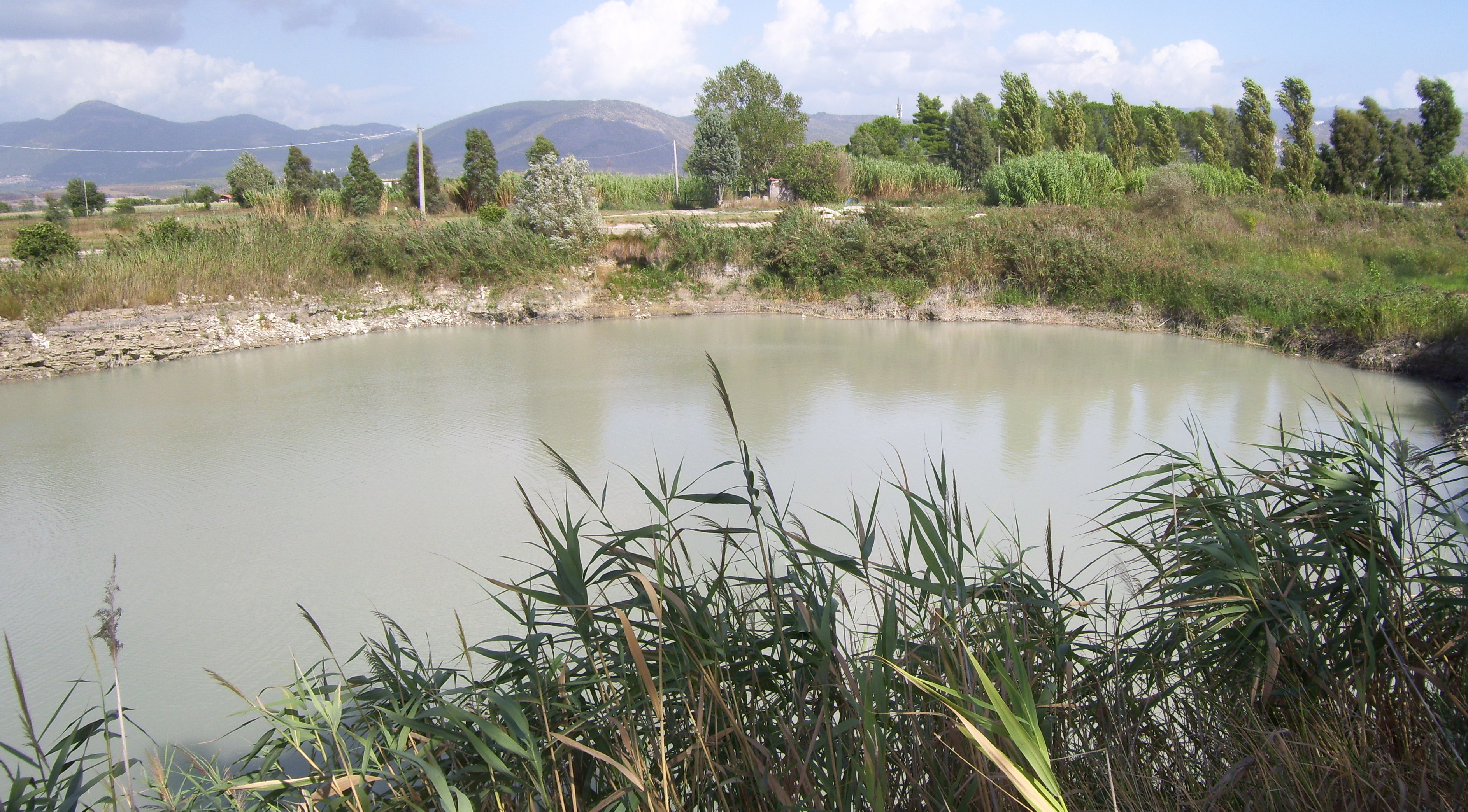
Lago della Regina, la maggiore delle due sorgenti che alimentano le terme.

Dei molti laghi, rivi e stagni che arricchivano il territorio di un ambiente e di un clima marino, la vasta opera di bonifica compiuta nei secoli ha lasciato solo poche tracce. Ne rimane testimonianza nei toponimi che rimandano alla natura paludosa del terreno: Lago dei Tartari, Acque Sparse, Valle Pilella, Pantano, Pantanelle, La Botte, Callarelle, Bollente, Formello.
Per quel che concerne i corsi d'acqua che dal settore settentrionale scendono verso valle, essi hanno creato nel tempo incisioni nel terreno più o meno rilevanti e per questo vengono definiti fossi; tra questi, il Fosso dei Prati che scorrendo lungo la piana di Guidonia e tra i due insediamenti abitativi di Villanova e Campo Limpido sfocia nell'Aniene seguendo un andamento pressoché rettilineo, almeno sino in prossimità del Ponte delle Vigne e il Fosso di Marco Simone che scorre parallelo alla via provinciale Palombarese e si arricchisce delle acque di numerosi altri rivi (S. Antonio, Poggio Gentile, S. Lucia, Inviolata e Capaldo).
Nella parte orientale dell'area, l'acqua agisce come elemento costruttore, sia depositando i travertini dalle acque sorgive ricche di calcare, sia lasciando i detriti precedentemente prelevati dalle zone più rilevate. Qui è predominante il fenomeno delle acque termali, con i due laghi delle Colonnelle e della Regina, che alimentano con 3 000 litri al secondo le Terme di Bagni in concessione al limitrofo comune di Tivoli. Devono il loro nome rispettivamente al ritrovamento di colonne di marmo delle antiche terme romane e per la supposta presenza della villa della regina Zenobia.
Poco a nord dei due laghi sulfurei, si trova una dolina carsica d'acqua dolce detta Lago di San Giovanni, stretta tra le strade e gli edifici.

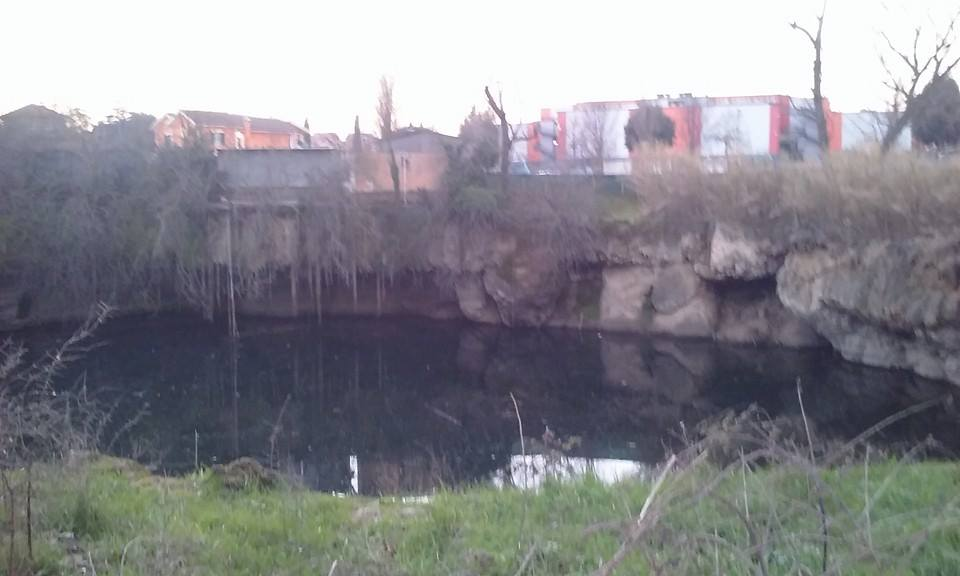
Lago di San Giovanni (o di Sant'Antonio) è una dolina carsica situata dietro il centro commerciale "La Triade" e accanto a via della Longarina

### Clima
Il centro di Guidonia con i suoi 105 m s.l.m., ha una temperatura media non molto diversa da quella di Roma Urbe.
Le caratteristiche climatiche sono mediterranee, con una piovosità moderata nell'arco dell'anno e molto contenuta nei mesi estivi. I monti che contornano la zona di Guidonia ostacolano i venti più freddi, provenienti dal quadrante nord-orientale, permettendo un clima particolarmente mite anche in inverno.
Di seguito è riportata la tabella con le medie climatiche e i valori massimi e minimi assoluti registrati nel trentennio 1971-2000 e pubblicati nell'Atlante Climatico d'Italia del Servizio Meteorologico dell'Aeronautica Militare relativo al medesimo trentennio.
| Guidonia Montecelio (1971-2000) | Mesi         | Mesi        | Mesi        | Mesi        | Mesi        | Mesi        | Mesi        | Mesi        | Mesi        | Mesi        | Mesi        | Mesi        | Stagioni | Stagioni | Stagioni | Stagioni | Anno  |
| Guidonia Montecelio (1971-2000) | Gen          | Feb         | Mar         | Apr         | Mag         | Giu         | Lug         | Ago         | Set         | Ott         | Nov         | Dic         | Inv      | Pri      | Est      | Aut      | Anno  |
| ------------------------------- | ------------ | ----------- | ----------- | ----------- | ----------- | ----------- | ----------- | ----------- | ----------- | ----------- | ----------- | ----------- | -------- | -------- | -------- | -------- | ----- |
| T. max. media (°C)              | 12,7         | 14,0        | 16,2        | 18,7        | 23,7        | 27,9        | 31,7        | 31,9        | 27,4        | 22,2        | 16,7        | 13,6        | 13,4     | 19,5     | 30,5     | 22,1     | 21,4  |
| T. min. media (°C)              | 2,0          | 2,5         | 4,4         | 6,7         | 10,6        | 14,2        | 16,7        | 17,1        | 14,2        | 10,5        | 6,0         | 3,2         | 2,6      | 7,2      | 16,0     | 10,2     | 9,0   |
| T. max. assoluta (°C)           | 19,9 (1971)  | 22,8 (1990) | 27,8 (1991) | 28,0 (2000) | 32,2 (1994) | 37,8 (1998) | 39,6 (1998) | 40,4 (1998) | 37,8 (1987) | 33,0 (1990) | 26,7 (1971) | 23,0 (1989) | 23,0     | 32,2     | 40,4     | 37,8     | 40,4  |
| T. min. assoluta (°C)           | −14,0 (1985) | −7,0 (1993) | −7,2 (1971) | −3,0 (1995) | 2,6 (1982)  | 5,7 (1975)  | 9,6 (1978)  | 8,6 (1989)  | 5,2 (1977)  | −0,1 (1978) | −6,0 (1973) | −6,7 (1973) | −14,0    | −7,2     | 5,7      | −6,0     | −14,0 |
| Giorni di calura (Tmax ≥ 30 °C) | 0            | 0           | 0           | 0           | 1           | 8           | 22          | 22          | 7           | 0           | 0           | 0           | 0        | 1        | 52       | 7        | 60    |
| Giorni di gelo (Tmin ≤ 0 °C)    | 10           | 7           | 3           | 1           | 0           | 0           | 0           | 0           | 0           | 0           | 2           | 7           | 24       | 4        | 0        | 2        | 30    |
| Precipitazioni (mm)             | 59,3         | 71,9        | 58,6        | 80,7        | 59,6        | 44,8        | 27,7        | 41,3        | 80,0        | 102,5       | 108,1       | 78,2        | 209,4    | 198,9    | 113,8    | 290,6    | 812,7 |
| Giorni di pioggia               | 7            | 7           | 7           | 9           | 7           | 5           | 3           | 4           | 6           | 9           | 10          | 8           | 22       | 23       | 12       | 25       | 82    |
| Giorni di nebbia                | 1            | 1           | 1           | 1           | 0           | 0           | 0           | 0           | 0           | 0           | 1           | 1           | 3        | 2        | 0        | 1        | 6     |
| Umidità relativa media (%)      | 75           | 71          | 70          | 71          | 70          | 67          | 66          | 66          | 69          | 74          | 78          | 77          | 74,3     | 70,3     | 66,3     | 73,7     | 71,2  |

- Classificazione climatica di Guidonia Montecelio[10]:
  - Zona climatica D;
  - Gradi giorno 1561.

## Origini del nome

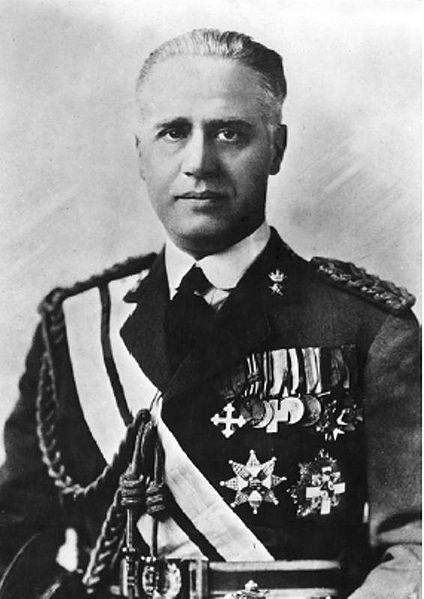
Alessandro Guidoni

Il paese di Monticelli, modificato in Montecelio con regio decreto legge nº 912 del 23 giugno 1872, prende il nome dalla due cime su cui è posto. Il primo documento medievale che ne attesta l'esistenza lo definisce Castrum Monticellorum.
Il nuovo toponimo, attribuito a causa dei numerosi omonimi all'indomani dell'annessione dello Stato Pontificio, non era del tutto arbitrario. Già nel XVI secolo lo si usava in ambiente dotto, ritenendo che Monticelli fosse una corruzione popolare di Mons Celii etimo derivato da un presunto possedimento dell'antica gens Celia.
Guidonia ha un suo eponimo: Alessandro Guidoni, generale dell'Aeronautica, perito tragicamente il 27 aprile 1928 precipitando durante una prova di lancio con un paracadute di tipo Salvator nei pressi dell'allora Campo d'Aviazione di Montecelio.
Con la nascita del nuovo comune, avvenuta per regio decreto del 21 ottobre 1937, si inglobava la preesistente giurisdizione amministrativa di Montecelio, paese antico di almeno un millennio, posto su due colli.
Si ritiene che fosse per le pressanti insistenze di don Celestino (al secolo Agostino) Piccolini, storico ed archeologo di fama, nonché parroco del suddetto paese, che venne accodato al nuovo toponimo il vecchio.

## Storia

### Età antica (3000 a.C. - 476)
L'insediamento umano sul territorio di Guidonia Montecelio è riconducibile al periodo Neolitico, com'è attestato dai rinvenimenti di resti umani, utensili litici, manufatti, ceramiche e sepolcri in molte delle sue località. I motivi di richiamo furono essenzialmente l'abbondanza di acqua, di boschi e, nella zona delle alture cornicolane, la presenza di grotte carsiche e la posizione elevata sul resto del territorio, il quale nella parte pianeggiante era ancora sommerso dalla palude.
Gli stessi fattori geografici favorevoli determinarono i numerosi insediamenti dell'età del bronzo.
Secondo la tradizione antica, abitatori primitivi del Lazio furono i Siculi, popolo di origine settentrionale proveniente dalle terre dei Liguri. Essi si sarebbero stanziati nella zona compresa tra il medio corso del Tevere e i Colli Albani finché, intorno al XIII secolo a.C., ne furono scacciati dagli Aborigeni discesi dai monti della Sabina. Questi ultimi, stabilitisi a sud del Tevere nel Latium vetus, sarebbero così i diretti antenati dei Latini, ai quali avrebbero dato origine unendosi a genti greche sopraggiunte dal mare.
In realtà queste tradizioni rispecchiano il periodo del Bronzo recente in cui, da apporti culturali ed etnici diversi, si delineò nel Lazio il ceppo latino. A quell'epoca risale la nascita di Corniculum, città preromana situata dagli archeologi sul colle dove ora è il centro abitato di Montecelio, il cui significato originario del nome trova la sua spiegazione nella forma appuntita dei due colli che ricordano due corna.
Ricostruendo dalle origini le vicende di Roma, gli storici antichi ci danno notizia di Corniculum, conquistata da Tarquinio Prisco nell'anno 140 dalla fondazione di Roma, quindi nel VII secolo a.C., durante l'affermazione militare romana sui Latini. Non si sa se la città venne distrutta completamente in quell'occasione, è certo però che in epoca imperiale essa aveva già cessato di esistere. Tuttavia, la Rocca sorta durante il Medioevo sul colle di Montecelio e che tuttora domina l'abitato venne edificata sulle rovine dell'arce primitiva, utilizzandone in parte i materiali di costruzione ed inglobando nelle sue strutture un tempietto romano del I secolo a.C.
La sua fondazione si connette ad un momento di incremento demografico e di progresso tecnico delle genti di questa regione, fattori che portarono alla stabilizzazione territoriale delle popolazioni nomadi ed alla creazione di villaggi di una certa entità.
Uno dei siti maggiormente popolati era quello delle Caprine, dove poi è sorto l'abitato di Guidonia, anche antico transito per aggirare la palude di acqua sulfurea che invadeva la piana meridionale fino all'Aniene.
I ritrovamenti archeologici hanno attestato, nell'età del Bronzo, almeno sei insediamenti stabili di una certa entità presso le zone tufo litoide del lago di Marco Simone nonché sulle alture di Colle Lepre (vicino a Tor de' Sordi) ed a Valle Stregara (Colle Fiorito).
Durante l'età del ferro quest'area fu interessata da una fitta rete di collegamenti, alcuni dei quali rispecchiano i percorsi seguiti dalle vie romane in età storica. Il principale tragitto si identifica con il tracciato della via Tiburtina Valeria, mentre quello della Tiburtina-Cornicolana collegava la pianura ai monti Cornicolani per poi addentrarsi in Sabina, nello stesso periodo in concomitanza con lo sviluppo dell'agricoltura, gli insediamenti tendono ad allontanarsi dalle zone paludose e solfuree per colonizzare la più fertile fascia occidentale.
Tutto il territorio considerato, a partire dal VI secolo a.C., specialmente nell'area pianeggiante, conosce un infittirsi degli insediamenti rurali, in relazione ad uno sfruttamento agricolo intensivo e ad un grande frazionamento terriero. L'agricoltura si orientava prevalentemente nella produzione vinicola, come testimoniano i numerosi attrezzi per torchiare rinvenuti dagli archeologi nel territorio.

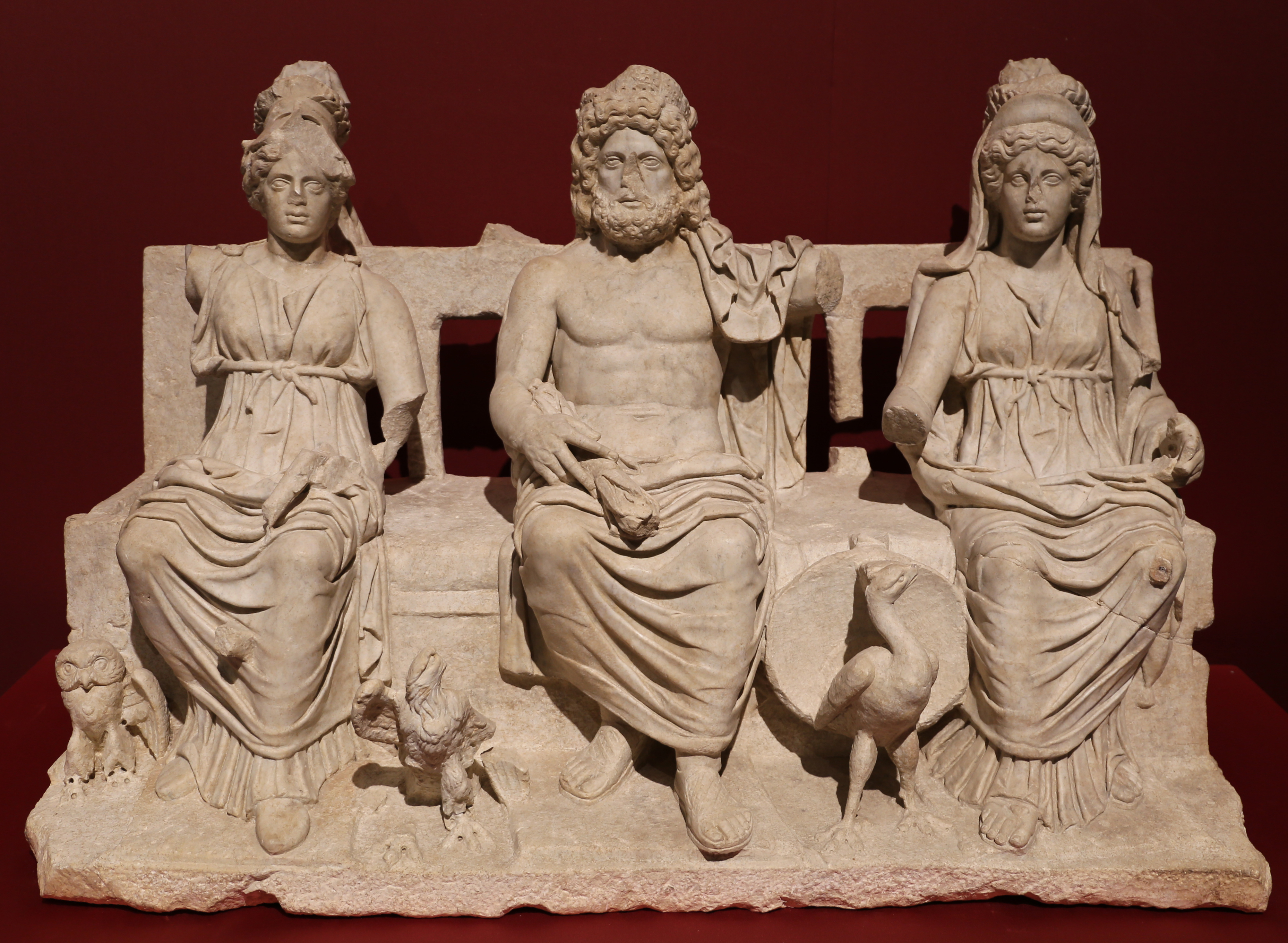
Triade Capitolina dell'Inviolata, gruppo scultoreo che ha dato il nome al sito archeologico, una villa romana di età imperiale, in cui è stato ritrovato

A fianco agli insediamenti agricoli si moltiplicano, per tutta l'età Repubblicana, le strutture abitative Romane, ville agricole e residenziali sviluppatesi sui fertili terreni dell'Agro Romano.
Da quel periodo la presenza di Roma comincia ad essere determinante per quest'area, sia dal punto di vista dell'assetto politico che da quello dello sviluppo economico. Le bonifiche, la costruzione di strade ed acquedotti che si realizzano nella pianura in prossimità dell'Aniene sono dovuti alle esigenze della Capitale che si rivolge a questi territori per il suo approvvigionamento.
In epoca Imperiale le derrate provenienti da fuori Italia provocano però la svalutazione agricola dell'area, le campagne si spopolano e si diffonde il latifondismo. Testimoniano questa evoluzione sia la scomparsa di molti insediamenti rurali che la costruzione di imponenti ville patrizie: alla funzione economica subentra la funzione turistica.

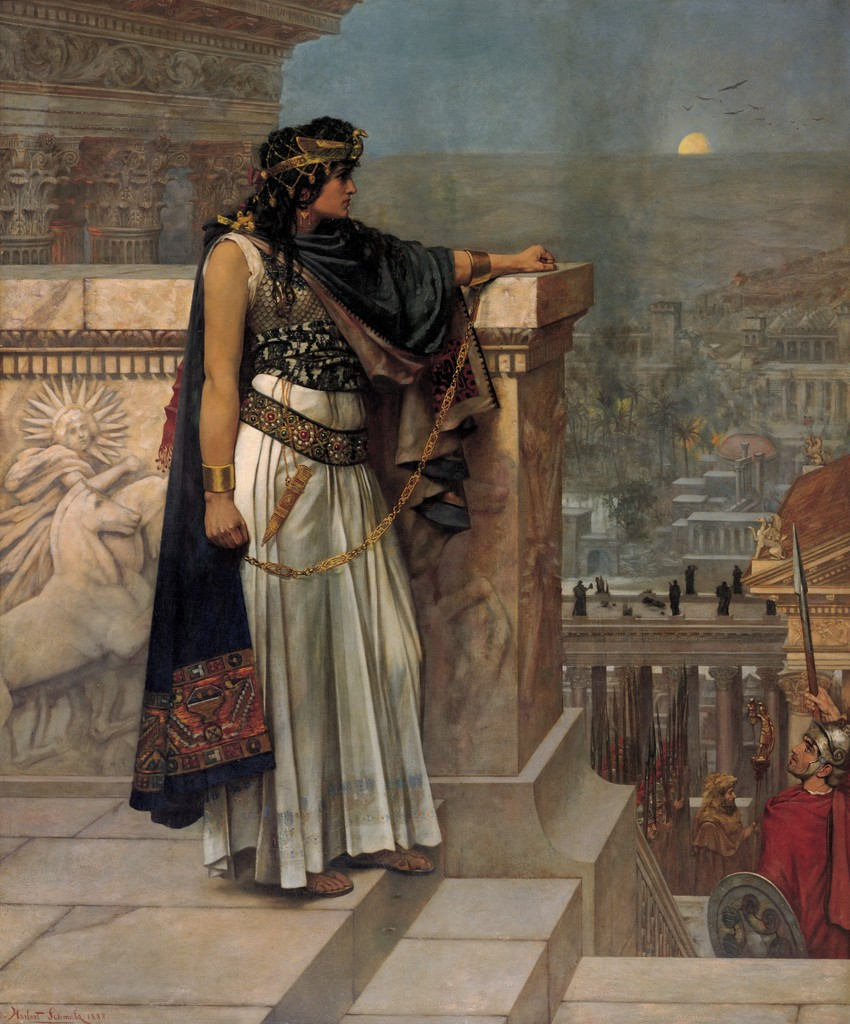
Herbert Schmalz, Queen Zenobia's Last Look Upon Palmyra

Nell'Agro Tiburtino, si diffondono intorno alle sorgenti termali delle Acque Albule le ville residenziali che rivaleggiavano in bellezza e ricchezza con quelle sparse sulle fresche alture tiburtine. Qui, si racconta che Zenobia, regina di Palmira, trascorse in segregazione gli ultimi anni della sua vita, che invano aveva contrastato l'espansione romana verso oriente.

### Medioevo (476 - 1517)
Le alterne vicende susseguitesi alle invasioni barbariche, fino all'invasione saracena del 900, ebbero conseguenze esiziali per l'economia.
Abbandonate le villae, interrotte le attività agricole, i canali di drenaggio ostruiti o distrutti, i collettori delle acque e le cisterne inutilizzabili, tutto concorre a rendere la pianura paludosa, malarica ed inospitale.
Le notizie più sicure sullo sviluppo demografico e topografico del territorio comunale, sono quelle riguardanti il centro di Montecelio. Esso è infatti l'unico, tra i nuclei abitati sorti in quest'area durante tale periodo storico, ad aver accentrato un numero rilevante di popolazione e ad essersi mantenuto in vita con continuità insediativa fino al terzo millennio.
Nel resto del territorio considerato prevalsero insediamenti sparsi tipici della Campagna Romana in quei secoli e che si identificano anche in età moderna con termini assai diffusi nella toponomastica locale: casale, torre, castello.
Alcuni di questi siti, fortificati in seguito alle lotte dei feudatari tra loro e con il potere ecclesiastico, conobbero anche un modesto sviluppo urbano ma molto limitato nel tempo.
Le scarse popolazioni superstiti si raccolgono intorno alla Basilica di San Vincenzo alle falde nord-orientali di Montecelio pronte a nascondervi, all'occorrenza, tra le rupi e la fitta vegetazione che ne ricopriva la vetta.
Per quanto riguarda Montecelio, la prima notizia che abbiamo appare in una bolla di papa Benedetto VII del 973 che indica il luogo, allora denominato Monticelli, tra i possedimenti della Chiesa di Tivoli.
Verso la fine del Millennio, riprende la vita sociale intorno alle torri sparse lungo gli assi viari della Tiburtina e della Nomentana e nasce l'insediamento di Monticelli che presto si sdoppierà in due borghi distinti: il Castrum Montis Albani e il Castrum Monticellorum, che ha la sua data di fondazione ufficiale nel 998, ed accoglie le prime popolazioni stabili, proprio intorno alla rocca, sul punto più alto della collina.
Alla fine del X secolo esisteva già la Rocca, cioè il castello fortificato fatto costruire dai Crescenzi signori del posto. Infatti vi fu tenuto prigioniero, verso il 1002, un Abate dell'Abbazia di Subiaco, con la quale questi signori erano in lotta per il dominio del territorio Tiburtino.
Sul monte del Sorbo era nato nel XII secolo un villaggio cinto da mura, ma alla fine del Trecento vi risiedevano solo dieci famiglie e nel Quattrocento, ormai disabitato, venne ridotto a casale agricolo.

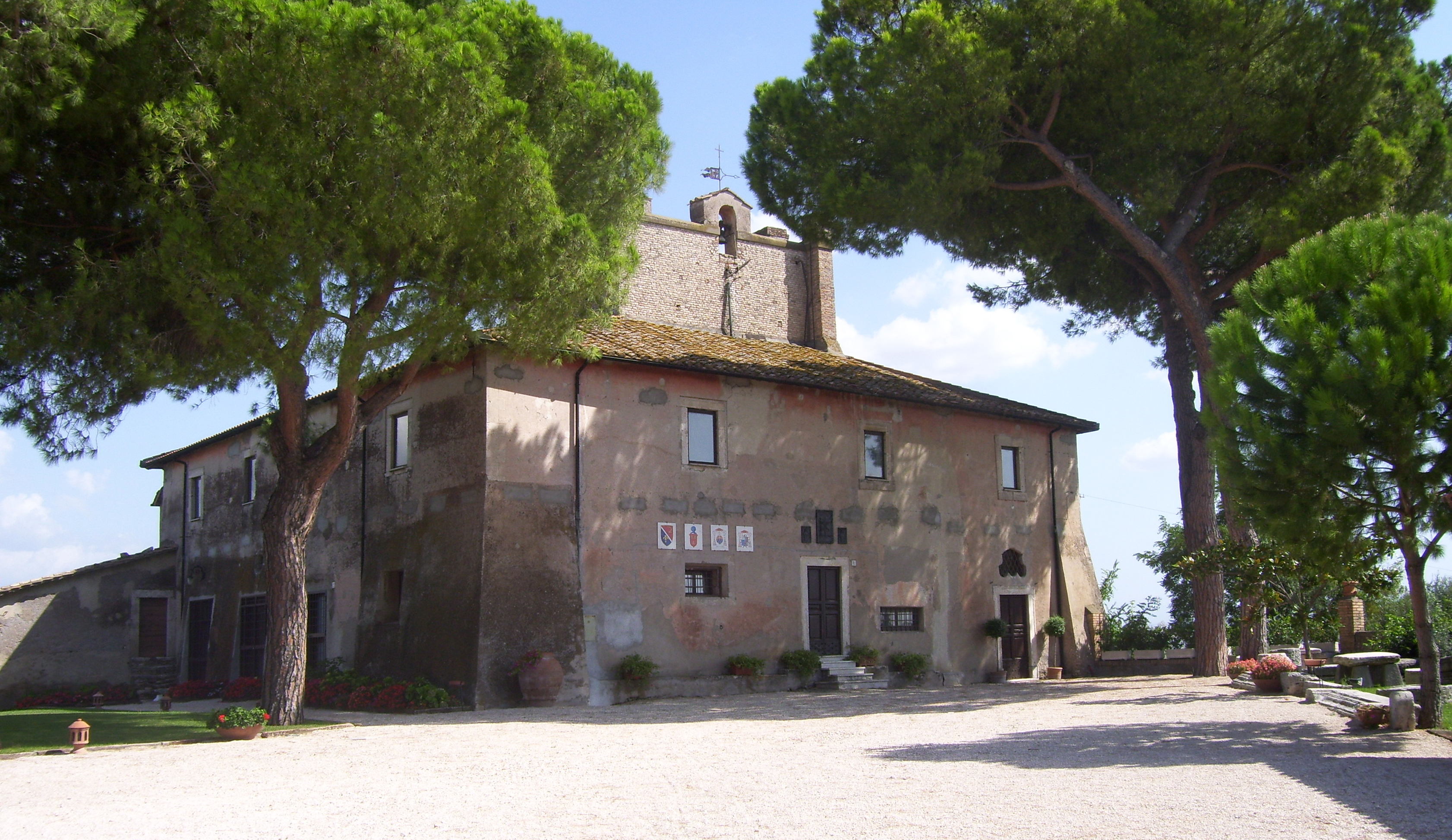
Tor de' Sordi, XIII secolo - XVII secolo.

Nel sito fortificato di Tor de' Sordi si sviluppò nel corso del XIII secolo, epoca di operazioni militari nella zona, ma non ebbe mai un'estensione di tipo villaggio. La struttura mostra il caratteristico aspetto di un piccolo castello fortificato, costruito intorno al 1600, si sviluppa attorno ad una torre medievale d'avvistamento a pianta quadrangolare che conserva ancora il rivestimento originario di pietra del XIII secolo. Da questo si diparte una lunga cinta muraria che delimita la corte interna.
Tor Mastorta, che prima del XIV secolo era un centro abitato con fortificazioni, a causa della peste del 1348 venne abbandonato. Anche presso la località di Pio Rotto esisté per un certo periodo un villaggio, che però nel 1200 era già scomparso. Infine l'insediamento di Castell'Arcione, fondato dai Capocci nel XIII secolo, nel 1400 passato di proprietà agli Orsini risulta disabitato e ceduto nel 1496 ai Rucellai e ad altre famiglie, fino a essere ceduto sotto il fascismo come contea a Massimo Del Fante. Questi siti sopravvissero esclusivamente come tenute agricole che solo con alcune strutture architettoniche conservatesi ricordano la loro origine medievale.
L'abitato a quell'epoca ancora non si era costituito, la popolazione viveva sparsa nella campagna e alle pendici del colle presso l'Abbazia di San Vincenzo. Solo in seguito alle incursioni dei Normanni, tra l'XI e il XII secolo, le plebi rurali si posero sotto la protezione del castello intorno al quale, risalita l'altura, cominciarono a costruire le prime case.
Il terreno roccioso favoriva l'approntamento del sistema difensivo in quanto si costruiva chiudendo con le abitazioni i passaggi più agevoli tra gli scogli.
In questo periodo anche la Rocca dovette essere riedificata, a causa della sua devastazione da parte degli stessi Normanni.
Tra il XIII ed il XIV secolo l'abitato si ingrossa, le case a schiera si dispongono seguendo le curve di livello, dando origine alla struttura a spirale del borgo.
È da notare che venne trascurato dall'edificazione il lato nord; in ciò fu certamente determinante il fattore climatico negativo: minor tempo di insolazione ed esposizione ai venti di tramontana. Solo in epoca molto recente, saturatisi gli altri spazi edificabili, il paese ha conosciuto una parziale urbanizzazione nel versante settentrionale.
Alla fine del XIV secolo erano già fondate la chiesa di San Lorenzo, entro il nucleo abitato, e la chiesa vecchia di San Giovanni Evangelista, sviluppatasi da un insieme di cappelle annesse al cimitero costituito presso l'area pianeggiante tra le due cime cornicolane.
I confini di Monticelli arrivavano allora sul fosso del Cupo, dal momento che i Crescenzi, nel XII secolo, avevano tentato inutilmente di estenderne il territorio a spese del Monastero di San Ciriaco, possessore di una tenuta al di là di quel corso d'acqua. Dal loro dominio il borgo uscì all'inizio del Duecento e le alterne vicende politiche dell'epoca lo portarono con il suo territorio sotto la signoria di diverse famiglie feudali legate al Papato, tra queste i Gottifredo, i Colonna, i Capocci. Questi ultimi ne conservarono il possesso, tranne brevi periodi, fino al termine del XIV secolo quando, con la restaurazione operata da papa Bonifacio IX nei domini della Chiesa, Monticelli venne a trovarsi sotto i Monaci di San Paolo.
Il borgo non era ancora cinto da mura; solo con lo sviluppo urbanistico tra il 1400 e il 1600 si delinea un vero sbarramento costituito dalle stesse case della periferia a forma di quadrilateri o torri.
In quell'arco di tempo altre tre famiglie si succedono a dominare il paese: gli Orsini, i Della Rovere e i Cesio sorgono in questi secoli le chiese di Sant'Antonio, Sant'Antonino e San Biagio. Le nuove costruzioni urbane seguono lo schema iniziale di disposizione e l'abitato si sviluppa specialmente nei quartieri più vicini alla Rocca.

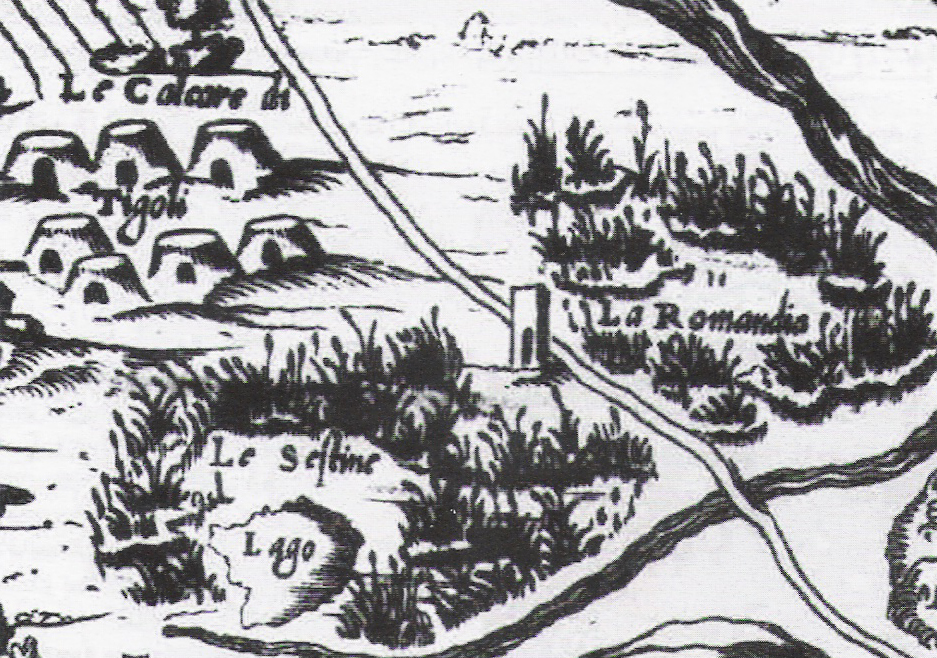
Mappa di Eufrosino della Volpaia. A volte imprecisa e non in scala, tuttavia illustra fedelmente la situazione del territorio nel XVI secolo. Si riconoscono le sorgenti delle acque sulfuree, la via Tiburtina sulla destra e le cave di calce e i forni a cono tronco (le calcare) in località Le Fosse.

L'ampliamento urbano seguiva l'accrescimento della popolazione. Si sa, a questo proposito, che un aumento demografico rilevante si era verificato verso la metà del Cinquecento, in seguito alla riattivazione delle cave di travertino delle Fosse e delle Caprine per fornire materiali alla costruzione di San Pietro in Vaticano. Sembra che in quell'occasione parecchi lavoratori sopraggiunti da fuori venissero a stabilirsi nel paese.
L'aumento degli abitanti è testimoniato anche dal fatto che le conserve d'acqua scavate sotto la Rocca non furono più sufficienti all'approvvigionamento idrico e se ne dovettero approntare altre due.
Nello stesso periodo iniziarono i lavori di selciatura delle vie del borgo. Monticelli era allora un Marchesato costituito tale, con motu proprio di papa Pio V nel 1576, per i meriti della famiglia Cesi padrona del luogo dal 1550. Sotto i Cesi la comunità si diede uno Statuto, che rispecchiava comunque il carattere particolare dei comuni dell'area romana, dipendenti totalmente dal feudo e dai baroni.

### Età moderna (1517 - 1798)
Con la fine del Medioevo, mutata la situazione politica, diminuiti i pericoli di conflitti locali, Monticelli non perde la sua importanza strategica ma si avvia ad una vita più tranquilla. A fronte del disfacimento economico che subisce alla fine del Rinascimento tutto l'Agro Romano, con la chiusura delle ville residenziali, il territorio cornicolano e quello tiburtino vivono una stagione ancora ricca di fermenti culturali ed economici. In particolare la produzione di travertino che a partire dal 1400 ha un suo rilancio dovuto alle fabbriche in Roma.
L'industria del travertino e della calce andarono di pari passo. La necessità di produrre quest'ultima in grande quantità spinse ad ottimizzare la produzione: la pietra calcarea, dunque, invece di essere trasportata dai monti Cornicolani, si ricavava dalle cave stesse del travertino sia utilizzando le scaglie, sia i blocchi di non buona qualità. In questo modo i lavoranti stessi non interrompevano mai la loro attività e tutti gli impianti erano concentrati in un unico punto con notevole risparmio nei trasporti.
Il commercio di questi prodotti fu il volano di un intenso traffico gestito da mercanti dalle grandi capacità imprenditoriali. Ingenti quantità di legno per le fornaci giungevano dai territori di Monticelli, Palombara e Sant'Angelo ma anche da località più lontane come la macchia costiera di Ostia ed addirittura della Garfagnana. Nelle miniere dell'alto Lazio ci si procacciava il ferro per gli attrezzi degli scalpellini, che si reclutavano soprattutto in Lombardia e Piemonte. Mentre da Cisterna di Latina provenivano i butteri che con i loro bufali si incaricavano del trasporto.
Si costruì un porto di imbarco in territorio di Lunghezza dove i carri (lunghi fino a dieci metri, con otto paia di ruote doppie, trainati da 16 bufali) scaricavano il travertino sulle chiatte, governate da un equipaggio di 9 uomini, per il traino fino a Roma. In alcuni periodi la produzione non riusciva a soddisfare la richiesta e per questo fabbricare calce era il risultato di un compromesso tra la scelta del materiale, l'abilità nel disporre i sassi nel forno, (più erano grandi più avevano bisogno di calore) i tempi di cottura (dalle 60 alle 100 ore, alla temperatura di 1000 °C), la velocità di consegna e la grandezza delle fornaci stesse. Inizialmente erano semplici buche scavate nel terreno in prossimità del luogo di estrazione della pietra, in seguito se ne costruirono di più grandi, di forma conica, con un'ampia bocca inferiore dove porre il combustibile.

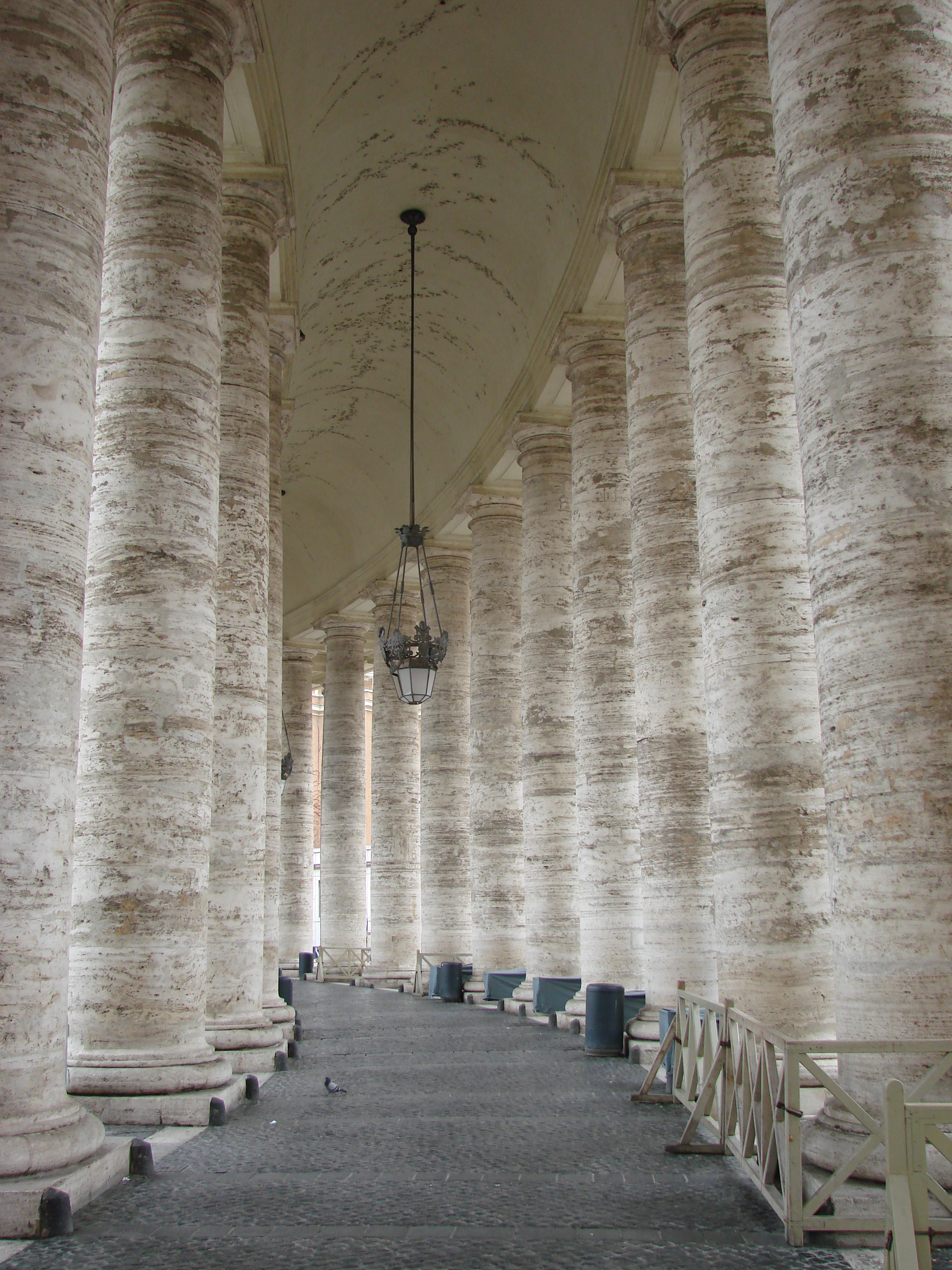
Il colonnato di Piazza San Pietro in travertino di Tivoli

Il 31 luglio del 1656 il Bernini firma il contratto per l'edificazione del colonnato di San Pietro il cui disegno finale sarà frutto di una lunga trattativa tra l'architetto e il papa Alessandro VII.
Quattro anni più tardi si stipulano gli accordi per la fornitura del travertino, necessario alle fondazione ed alle 284 colonne alte 13 metri con quattro appaltatori: Andrea Appiani, Carlo Piernisani, Giovanni Francesco Ghetti e Bonifacio Berto dove ci si premura di specificare la provenienza del materiale:
Il contratto specifica anche la durata della fornitura: dal maggio 1661 al maggio 1667.
Una grande attività, dunque, ferveva lungo i terreni gravitanti sulla via Tiburtina e lungo via della Selciatella; mentre il resto dell'Agro declinava velocemente e si spopolava, Montecelio continua la sua storia fatta di uno sviluppo lento ma continuo, le attività agricole, in particolare uva e vino, l'attività estrattiva e le fornaci di calce, offrono un relativo benessere testimoniato anche da un persistente flusso migratorio che fa stabilizzare nel paese famiglie provenienti dalle zone appenniniche, in particolare uno studio condotto sugli archivi comunali e parrocchiali ha evidenziato una migrazione dalle Marche. I lavoratori più richiesti erano i carbonai che venivano addetti alla cottura della calce. La corretta disposizione dei blocchi di calcare nella fornace e la cura del fuoco erano le attività più delicate ed in questo i Montecillesi avevano raggiunto una grande maestria per cui la loro produzione era la più richiesta dai costruttori dell'Urbe.
Proprio a causa della incessante attività delle fornaci di calce si estinse la maggior parte dei boschi dei dintorni.

### Età contemporanea (1798 - 1944)
Nel XIX secolo il comune di Monticelli conobbe vari passaggi di truppe straniere, compreso quello da parte dei Garibaldini nel 1859 durante la marcia da Roma ad Arezzo.
Dopo il 20 settembre 1870 Roma si trovava proiettata al centro del nuovo Stato Italiano, cuore di un paese ancora proto-industriale che entra nel pieno della vita politica europea.
Monticelli fu uno degli ultimi territori ad essere annessi al Regno d'Italia, poiché si dovette attendere per questo il 1870, mentre nel 1872 il nome cambierà ufficialmente in Montecelio.
L'arrivo delle numerose delegazioni straniere nella nuova capitale, l'insediamento della classe dirigente piemontese, il riaccendersi della vita culturale non possono che mettere in risalto il profondo degrado economico, ambientale e sociale appena al di là delle mura aureliane.
Una campagna piatta, malarica, paludosa, incolta, suddivisa in grandi latifondi, popolata stagionalmente da una massa di diecimila lavoratori agricoli che per sei mesi l'anno vivevano miseramente in capanne o tuguri, con il rischio di contrarre la malaria. Particolarmente grave la situazione della manovalanza (i guitti) sfruttati oltre l'inverosimile, le donne ancor peggio degli uomini, sottopagate, spesso costrette a cedere alle minacce dei loro datori di lavoro.
I motivi dell'arretratezza economica erano fondamentalmente due: la malaria e la mancanza di meccanizzazione giustificata, questa, dall'abbondanza di manodopera, dalla scarsezza di personale specializzato e dall'asperità dei terreni coltivati.
L'aratura avveniva con rudimentali strumenti trainati da buoi costretti a ripassare varie volte sul terreno per smuoverlo completamente. Si concimava in modo primitivo, lasciando le greggi sostare sul terreno. Al momento della raccolta si arruolavano numerosi lavoranti stagionali che divisi in gavette (quattro falciatori ed un raccoglitore) erano in grado di mietere circa cinque ettari in dieci giorni. Questo rendeva poco competitiva l'agricoltura rispetto alla pastorizia che, invece, offriva una resa per ettaro doppia.
La malaria del resto, aveva reso tragicamente inutili tutti i numerosi tentativi compiuti nei secoli precedenti per popolare le campagne. Solo nel 1899 si definirono le esatte cause del morbo, la sua propagazione per mezzo della zanzara anofele e si riuscì a stabilirne la corretta profilassi a base di chinino.

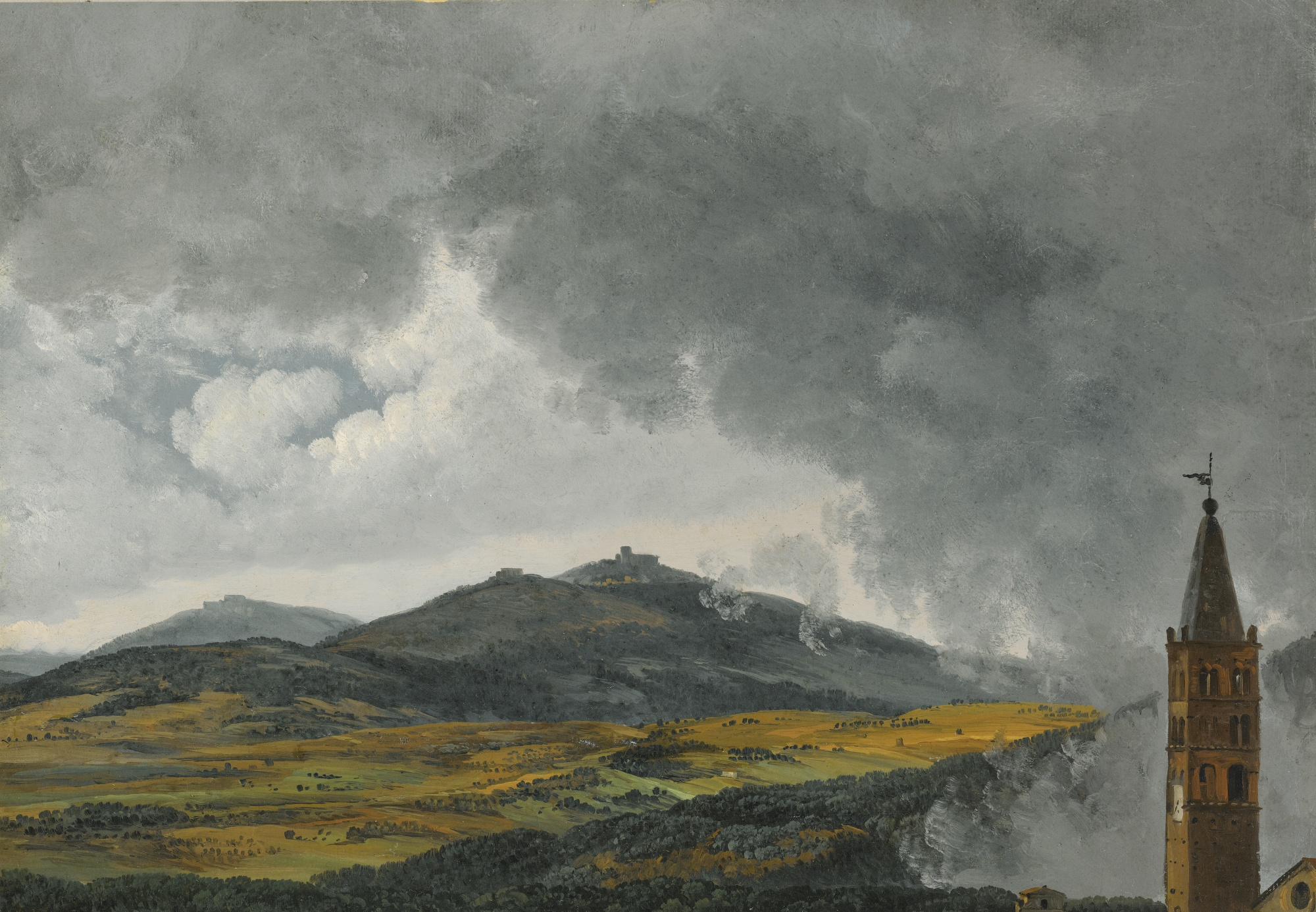
Vista di Montecelio agli inizi del XIX secolo. Opera del pittore Simon-Joseph-Alexandre-Clément Denis.

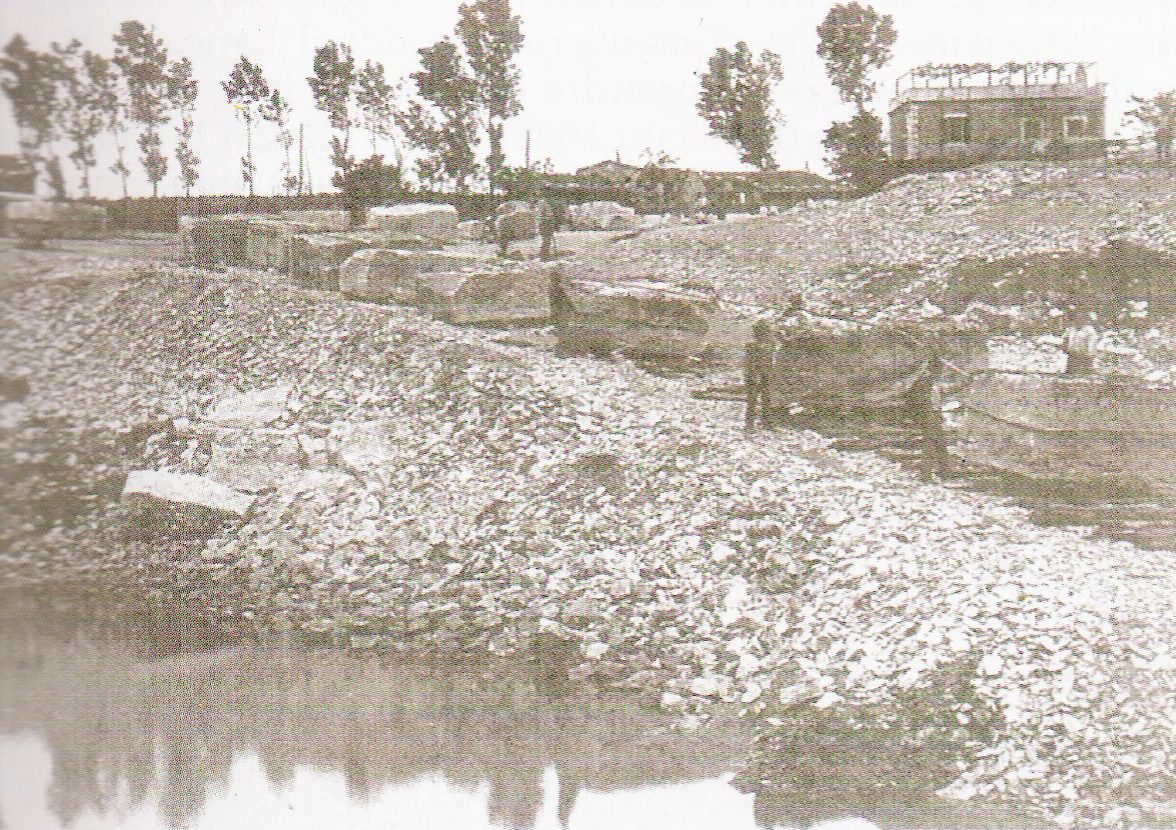
Blocchi di travertino avviati verso l'Aniene (fine Ottocento).

Lavori di bonifica a Guidonia. Si dissoda il terreno per prepararlo alla coltivazione. Grandi erpici spaccano lo strato superficiale duro e calcareo, i blocchi sono portati via mentre si procede allo sterro ed al successivo drenaggio

A partire dal 1900 iniziò un'imponente campagna profilattica che vide impegnati dottori e volontari della Croce Rossa. Da luglio ad ottobre ambulanze su carri, cariche di chinino e strumenti per il primo soccorso, si disperdevano nella campagna romana compiendo un censimento della popolazione sparsa nelle aziende agricole informandoli sulle procedure per la prevenzione, distribuendo medicinali e curando i contagiati.
Le migliorate condizioni ambientali diedero impulso all'agricoltura ed ai lavori di bonifica. La conseguenza fu un vertiginoso aumento della immigrazione, uomini e donne si affollavano, spesso con le proprie famiglie, in villaggi di capanne in condizioni di grande precarietà.
Nella loro disperata ricerca di lavoro venivano sfruttati dal caporalato che ne aveva in mano i destini, le donne umiliate, i bambini lasciati a sé stessi quando non avviati precocemente al lavoro.
Dalle relazioni dei medici e degli insegnanti si ricava un resoconto delle reali condizioni di vita di questa popolazione eterogenea e povera, primo nucleo dei centri abitati di Le Fosse (Villalba), Le Sprete (ora Villanova) Castel Arcione, Marco Simone, Tor Mastorta.
Un mutamento che si è inserito in quello più ampio dell'Agro Romano che passò da 5 000 residenti del 1870 ai 74 000 degli anni trenta fino a raggiungere le centinaia di migliaia con l'esplosione delle borgate diventate popolose circoscrizioni.
Durante la seconda guerra mondiale, tra il  28 ottobre 1943 e il 4 gennaio 1944 la città fu bombardata dagli Inglesi causando la morte di 20 persone.

### L'istituzione dell'aeroporto Alfredo Barbieri
Durante la prima guerra mondiale emerse con chiarezza che i recenti sviluppi della tecnica aeronautica conferivano all'Aviazione significative potenzialità belliche, di conseguenza le nazioni contendenti cercarono di accrescere le proprie capacità in questo nuovo tipo di guerra. A tal fine, nel 1916 venne decisa la costruzione, in località La Prata, di un campo di addestramento per piloti militari. Questo campo fu intitolato al tenente colonnello Pilota Alfredo Barbieri, morto in combattimento il 18 febbraio dello stesso anno. Al termine della Prima guerra, il Campo di Montecelio fu adibito ad attività di ricerca e sperimentazione, e vi fu dislocata la Direzione Sperimentale dell'Aviazione.

Disegno commissionato dal Regio Aeroporto Alfredo Barbieri di Montecelio (1930).

Stazione ferroviaria Montecelio - S. Angelo, poi stazione di Guidonia (1931).

La decisione di collocare, in piena guerra, un aeroporto militare intorno al cinquecentesco Casale dei Prati che ne ospitò il comando, diede un'inaspettata svolta al destino di Montecelio.
Era una zona spopolata al confine di Tivoli, ricca di piatti pascoli e terreni seminativi, servito dalla linea ferroviaria Roma-Sulmona, a cinque chilometri di distanza dall'abitato che offriva la manodopera necessaria per il suo funzionamento.
Costruito una dozzina d'anni dopo il pionieristico volo dei fratelli Wright, a sette anni dal primo brevetto ottenuto dal pilota Mario Calderara, l'aeroporto di Montecelio nasce per l'addestramento di nuove squadriglie di aviatori.
Inizialmente erano usati due campi di volo: uno, il cui asse di simmetria era rappresentato, grosso modo, dalla via Maremmana Inferiore; l'altro, si estendeva quasi fino alla zona che è occupata dalla città di Guidonia.
Come campo sperimentale fu scelto quello di Montecelio rispetto a quello di Centocelle, ormai troppo vicino alle abitazioni di Roma, e per questo, anche se alla fine del conflitto mondiale l'attività fu drasticamente ridotta e per molti mesi il campo fu deposito di rottami d'aerei, l'aeroporto Barbieri mantenne alcune limitate attività legate al Comando Scuola Aviatori, al Comando Scuola Allievi Osservatori, un Raggruppamento Aerocostieri e Dirigibilisti di Roma e fu sede di una Squadriglia Sperimentale.

### Primo dopoguerra
La rinascita dell'Aeroporto seguì di pari passo quella dell'Aviazione Italiana, ad iniziare dal regio decreto del 28.3.1923 nº 654 che trasformò l'Arma Aeronautica in Regia Aeronautica.
La nuova invenzione, con il suo rivoluzionario impatto con la realtà e le sue strabilianti potenzialità, avevano subito fatto presa nell'immaginario popolare e di chi ne aveva intuito il valore propagandistico.
Il Fascismo aveva mostrato il suo interesse sin dal 1919 quando Giuseppe Bottai indisse nella sede di via degli Avignonesi un'adunata aviatoria da cui prese vita il primo Sindacato Aviatori e il Gruppo Romano Aviatori Fascisti "Natale Palli".
Nel 1921, appena eletto deputato, Benito Mussolini fondò a Montecitorio il Gruppo Parlamentare Aeronautico e da primo ministro costituì il Ministero dell'aeronautica assumendone anche la delega.

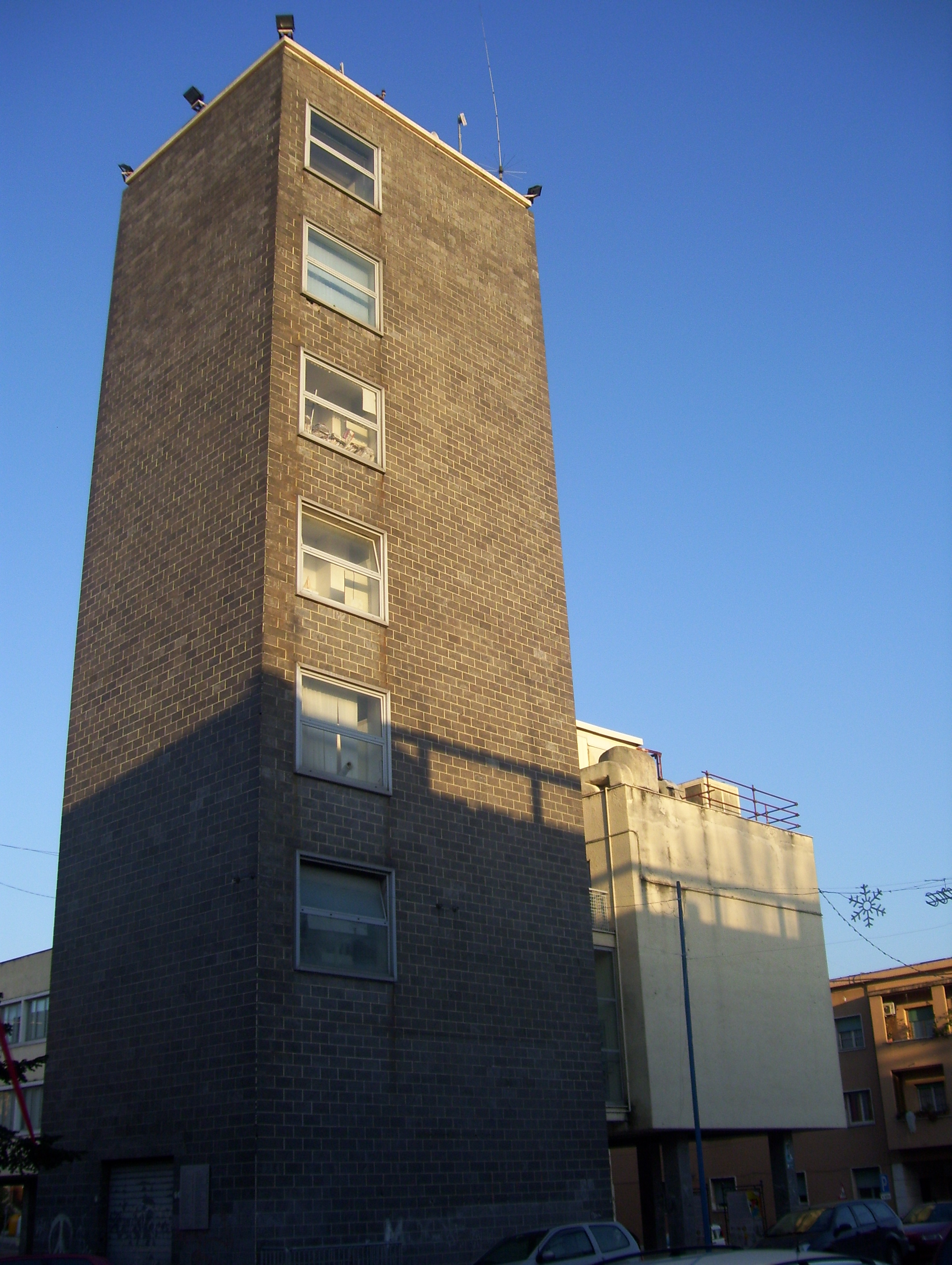
La Torre Littoria.

Benito Mussolini durante il discorso di inaugurazione della Città (1937).

La Regia Aeronautica, subito dopo la Royal Air Force, fu pertanto la seconda al mondo a strutturarsi in forza armata autonoma e la sua grande stagione coincise proprio con il regime fascista che ne esaltò le possibilità propagandistiche: la ripetuta ricerca di record, i raid transoceanici, segno di una superiorità della tecnologia italiana, ebbero una notevole ricaduta d'immagine. L'aeroporto Barbieri diventò il luogo di incontro di piloti, tecnici ed ingegneri che poterono così scambiarsi una notevole serie di informazioni ed esperienze che contribuirono allo sviluppo degli studi aeronautici e resero famoso nel mondo il nome di Montecelio.
Nel 1923 Alessandro Guidoni venne incaricato di costituire il Corpo Tecnico dell'Aeronautica. Egli riunì tutti i laboratori sperimentali sotto la direzione del Genio Aeronautico ed iniziò il trasferimento dei laboratori a Montecelio. Alla morte del Guidoni, nel 1928, subentrò un altro tecnico: Gaetano Arturo Crocco. Sotto la sua direzione si continuò l'opera di ampliamento delle strutture di accorpamento dei laboratori. Si costruirono anche edifici ad uso civile (alloggi, scuola ed ufficio postale), precursori della nascita della futura città aeronautica di Guidonia, nell'allora territorio comunale di Montecelio. Nello stesso periodo si disponeva di riorganizzare le costruzioni aeronautiche creando la Direzione superiore studi ed esperienze.

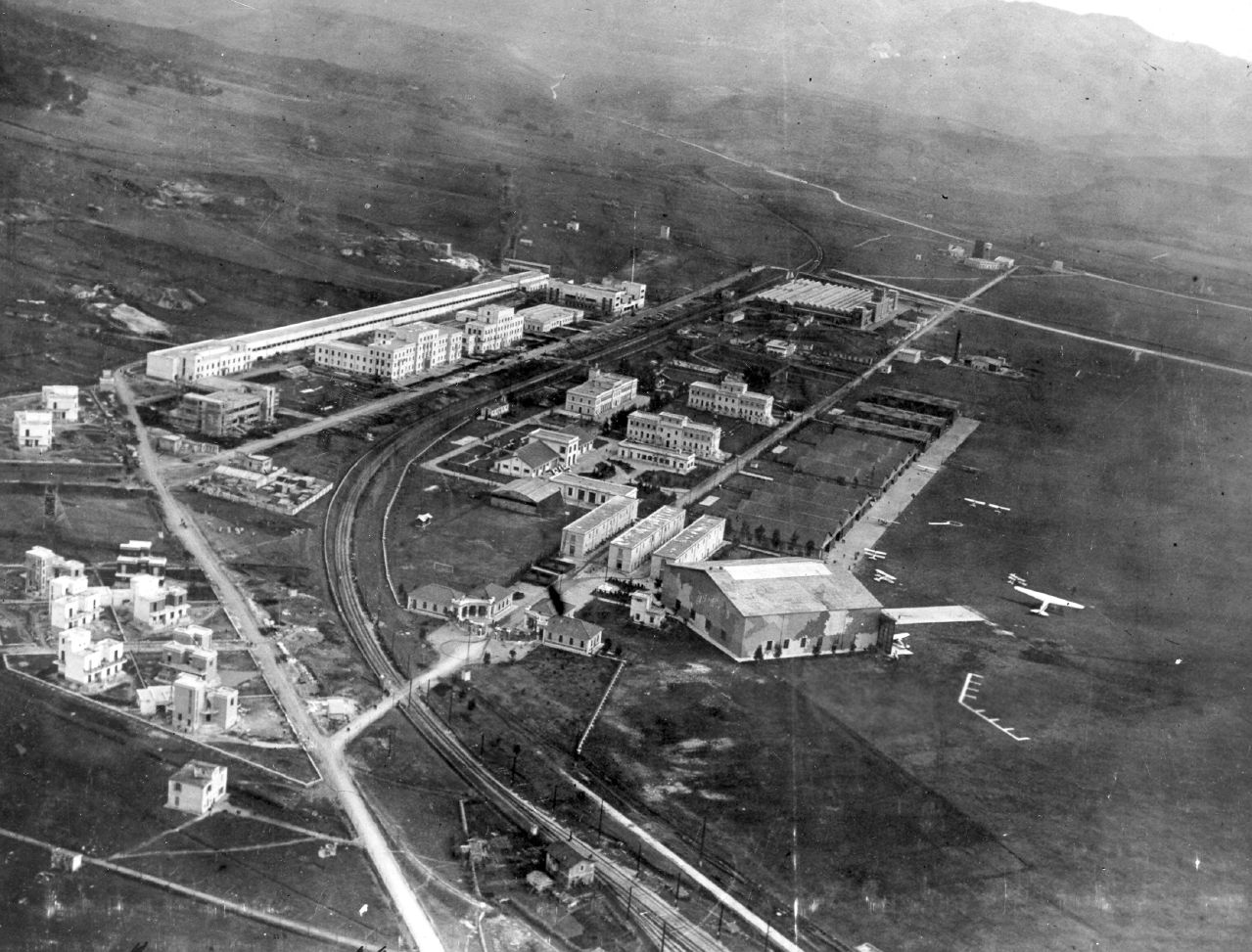
Vista aerea dell'aeroporto Alfredo Barbieri di Montecelio (1934).

Ingresso della Direzione Superiore Studi ed Esperienze della Regia Aeronautica (1935).

Ala del Municipio e facciata con scritte fasciste (1937).

La costruzione degli edifici del DSSE fu iniziata, su progetto di Jammarino e Traverso, nel 1932 e portata a termine nel 1935. I laboratori, frequentati anche da personale civile, prenderanno il nome di Guidonia, come la città che si fonderà qualche anno più tardi.

### Dopo la fondazione
(Stanis Ruinas - da Viaggio per le città di Mussolini)
Il 15 dicembre del 1935 venne stilato l'atto di nascita della città. I lavori veri e propri per la costruzione del paese cominciarono un anno dopo, il 1º settembre del 1936. Nello stesso anno, in ottobre, si resero noti i nomi dei proprietari a cui sarebbero stati espropriati i terreni prossimi al costruendo aeroporto nel territorio di Montecelio.
Il comune di Guidonia Montecelio venne istituito con Regio decreto legge, firmato da Vittorio Emanuele III di Savoia, il 21 ottobre 1937 ed inaugurato dieci giorni più tardi da Benito Mussolini alla presenza di una platea che comprendeva grandi personalità del mondo politico e militare.
Nella denominazione del nuovo Ente Amministrativo vennero uniti i centri abitati di Montecelio e di Guidonia, il primo già capoluogo del comune omonimo che come tale fu allora soppresso, il secondo costituito dal primo nucleo della cittadina appena fondata nella piana alle pendici di Montecelio. I territori comunali, pari ad 8104 ettari, compresero:
- quelli dell'ex comune di Montecelio (2 786 ettari), tranne una rettifica di confine con S. Angelo Romano (76 ettari);
- 3 441 ettari distaccati dal Governatorato di Roma;
- 1 875 ettari dal Comune di Tivoli;
- 78 ettari da quello di S. Angelo Romano.

All'art. 2 del Decreto costitutivo si precisava:
Così, in pratica, la creazione del nuovo comune si configurò come un ingrandimento territoriale del precedente, pari a circa tre volte la sua superficie originaria. Nonostante il trasferimento della sede comunale a Guidonia, l'archivio storico e così pure i registri anagrafici testimoniano la continuità amministrativa tra i due Enti. Ad esempio, mentre le persone residenti in Montecelio vennero semplicemente trascritte nei Registri Anagrafici del nuovo comune quelle residenti nei territori pervenuti da Tivoli e da Roma furono registrate come immigranti.
Il nuovo eponimo nacque al fine di onorare la memoria del generale del genio aeronautico Alessandro Guidoni, che nell'intento di provare il funzionamento di un paracadute di nuova concezione si schiantò al suolo presso l'aeroporto militare di Montecelio, costituente il nucleo intorno al quale si svilupperà fino al 1943 la "Città dell'Aria" di Guidonia. Nel luogo dell'incidente sorge un monumento a lui dedicato. Guidonia era la Cape Canaveral degli anni trenta ed il suo Centro sperimentale, la Direzione superiore studi ed esperienze, era in assoluta avanguardia sugli studi aeronautici. In un articolo il giornalista Bruno Montanari descriveva così la città:
(Bruno Montanari - da La Gazzetta del Popolo)
Gli eventi bellici avvenuti dopo il 1943, in particolar modo il bombardamento del 13 gennaio 1944 sulla Direzione superiore studi ed esperienze, non risparmiarono parte delle strutture dell'aeroporto, che vennero distrutte e mai più ricostruite, andando così nel dopoguerra ad essere ridimensionato nelle funzioni, perdendo un enorme patrimonio scientifico e di risorse umane.

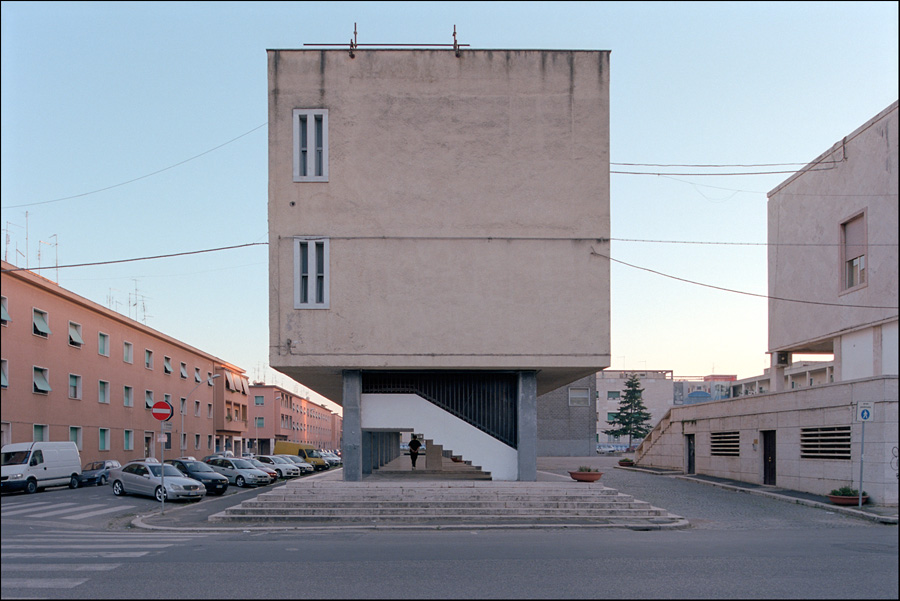
Ex casa del fascio.

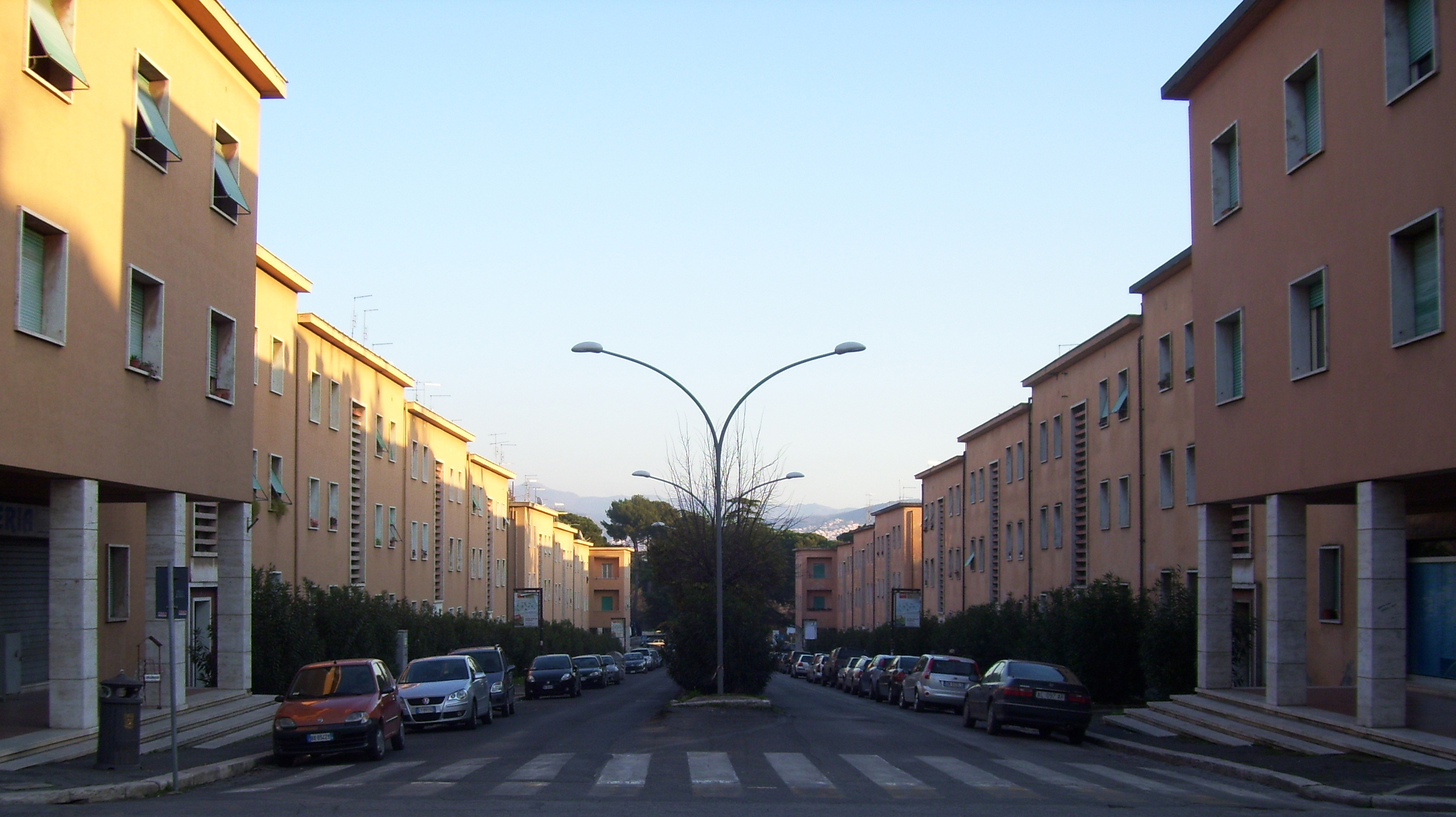
Via Leonardo da Vinci a Guidonia.

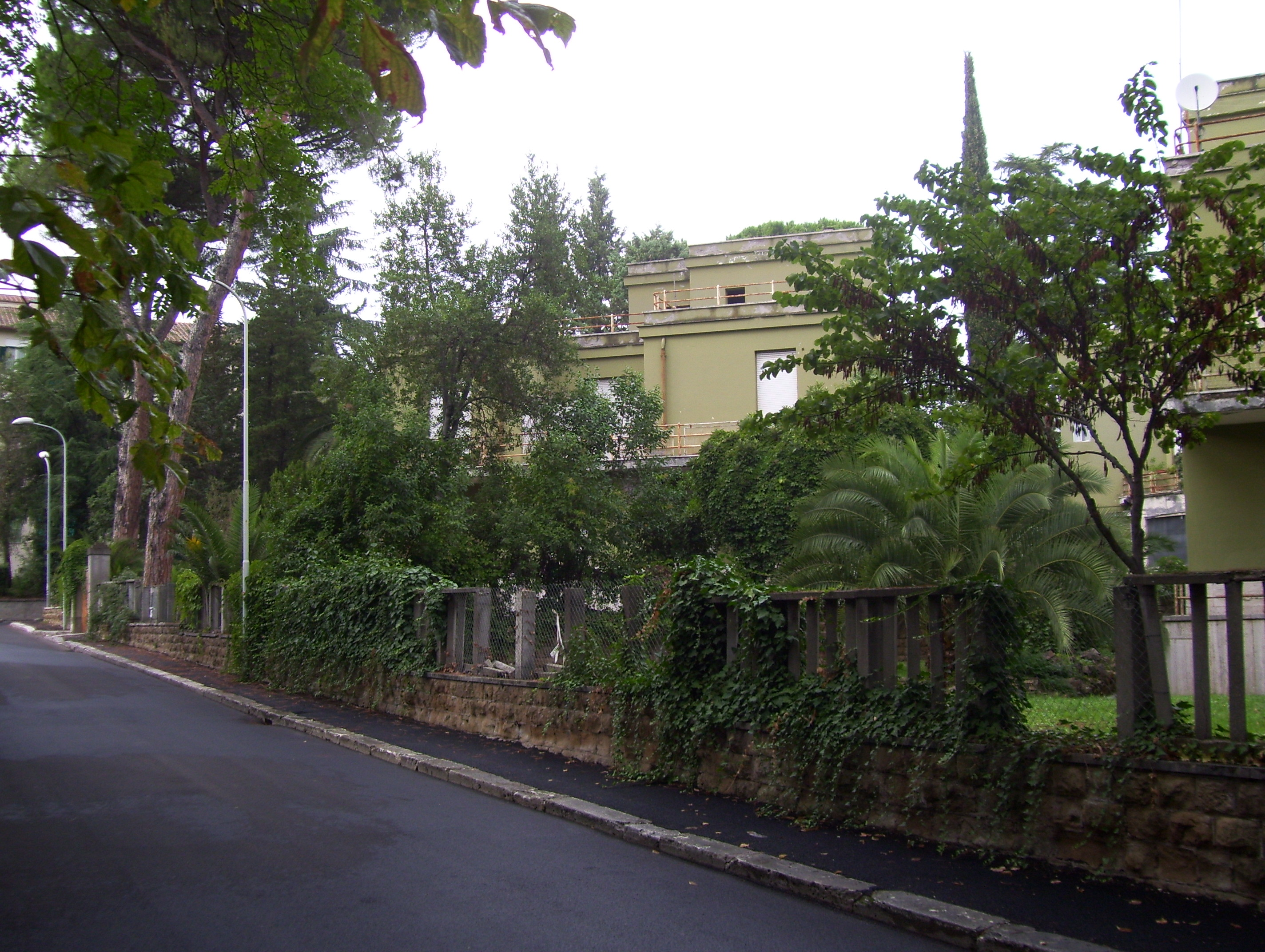
Abitazioni costruite tra il 1935 e il 1937 adibite a residenze degli Ufficiali.

### Il secondo dopoguerra
Durante una festa di paese in aperta campagna ben oltre le borgate romane, Mamma Roma, prostituta di provincia interpretata da Anna Magnani, torna a prendere il figlio analfabeta cresciuto a Guidonia per portarlo a Roma nella speranza di una sua elevazione sociale:
(Mamma Roma interpretata da Anna Magnani)
Il comune di Guidonia Montecelio è passato in un tempo relativamente breve dall'essere una piccola cittadina di provincia alla terza città della regione, superando gli 80 000 abitanti. Lo sviluppo del territorio a partire dal dopoguerra, e soprattutto dopo gli anni settanta, è stato veloce e caotico e all'insegna della cementificazione del territorio a macchia di leopardo, che l'ha portato a diventare prevalentemente una zona dormitorio a buon mercato rispetto alla vicina e più cara capitale.
La scarsa attenzione allo sviluppo urbanistico è stata mantenuta dalle varie giunte che si sono succedute negli ultimi trent'anni e ha portato il territorio a terreno di sfruttamento da parte di palazzinari e imprenditori senza curarsi né della salute, né della vivibilità, né tanto meno delle condizioni economiche degli abitanti.
Nel dopoguerra e fino agli anni sessanta l'economia del territorio ruotava intorno all'aeroporto militare, alle attività industriali delle cementerie e delle cave ed una consistente attività agricola con coltivazioni di tabacco, grano, ulivo e vite.
L'espansione urbanistica era di bassa intensità e legata alla realizzazione di case di abitazione da parte degli stessi proprietari.
Un territorio relativamente ricco di verde e con ampi spazi di terreno agricolo che separavano le varie frazioni, che complessivamente ospitavano meno di 20 000 residenti.
L'uscita dalla guerra e una forte tradizione di sinistra ha visto il governo del territorio ben saldo nelle mani dell'allora Partito Comunista che, con alleanze con gli altri partiti della sinistra (PSI, PSIUP, PSDI), ha governato i primi 29 anni della storia democratica del comune.
All'inizio degli anni settanta la situazione cambiò:
- L'Unicem ampliò il proprio stabilimento e quindi necessitò di una maggiore quantità di calcare per la produzione e iniziò, autorizzata dall'Amministrazione comunale, l'escavazione di Colle Largo, che nel giro di qualche anno venne raso al suolo;
- Le cave di travertino adottarono sistemi di escavazione più moderni che consentirono di moltiplicare la produzione di blocchi a livelli fino a qualche tempo prima impensabili e che portarono in pochi anni all'esaurimento delle falde storiche e più pregiate;
- Le politiche di espulsione da parte del comune di Roma e la mancanza di alloggi a prezzi moderati nella città di Roma offrirono agli imprenditori edili della zona la possibilità di facili guadagni, con la costruzione di quartieri residenziali fatti di palazzi anomali per la zona e sorti su aree agricole prontamente modificate nella loro destinazione da un Piano regolatore asservito a queste nuove esigenze. I servizi e le opere di urbanizzazione arrivarono solo dopo le proteste dei nuovi residenti;
- All'interno del Partito Comunista Italiano, e non solo, venne scalzata la vecchia dirigenza operaia a favore di un ceto politico proveniente da settori impiegatizi. Ci furono i primi esperimenti da parte del centro-sinistra con alleanze inusuali per quei tempi con settori cattolici.

Protesta all'apertura della discarica dell'Inviolata (1986)

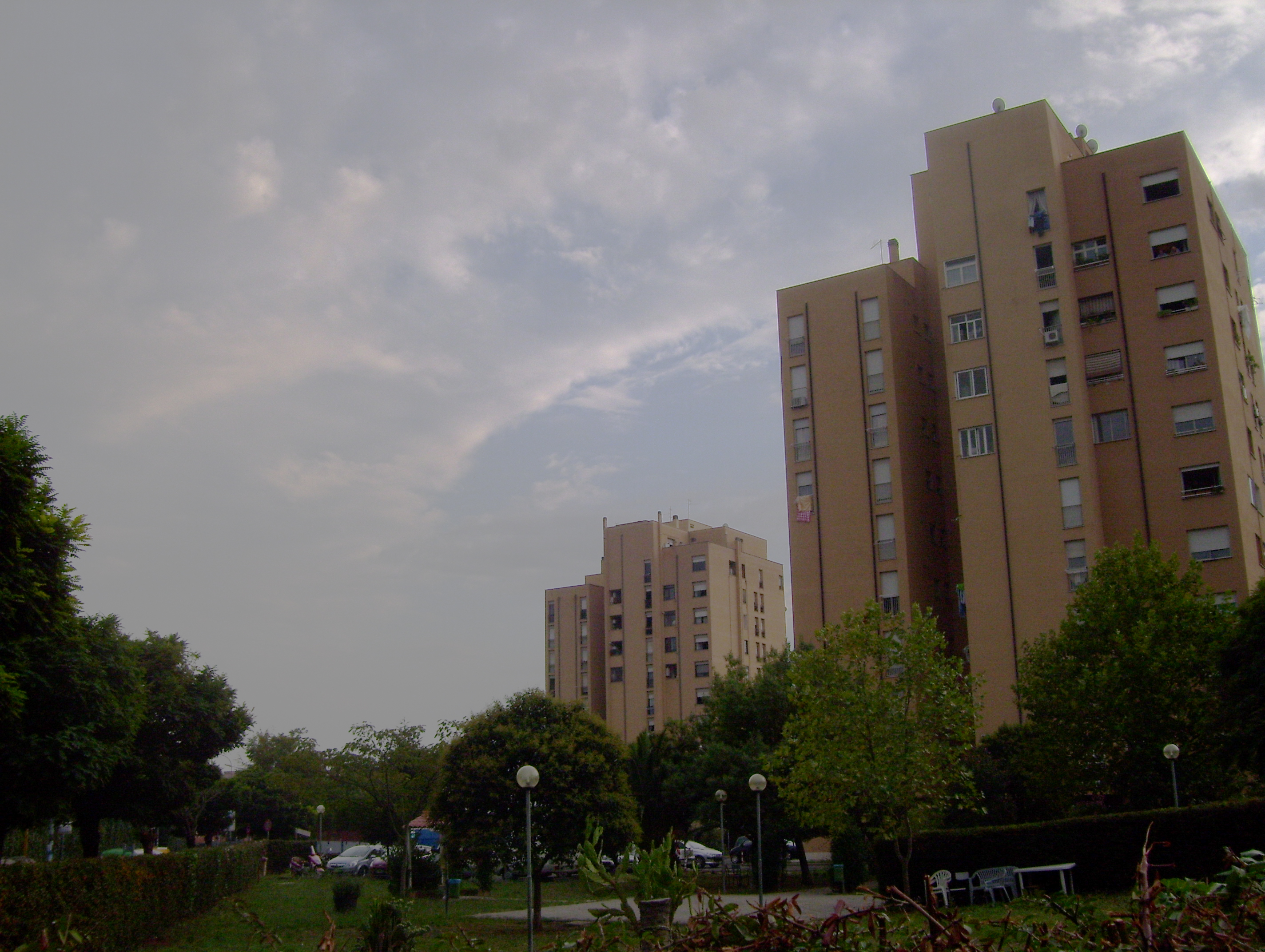
Palazzi a Colle Fiorito

La popolazione nel frattempo cominciò a crescere, con massicci arrivi da Roma, pendolari che con la Capitale mantenevano un rapporto stretto per via del lavoro, perdendo, però, identità per il distacco dai vecchi quartieri di residenza. A tal proposito è indicativo di quella situazione la scena del film di Pier Paolo Pasolini, Mamma Roma, in cui viene definito burino il protagonista venuto da Guidonia.
Ed è proprio grazie a questo cambiamento radicale di concepire il territorio e le sue dinamiche politico-sociali che l'espansione edilizia e residenziale assunse, negli anni settanta-ottanta, la propria fisionomia espansiva. Nacquero e si svilupparono svariati centri abitativi: Villanova, Villalba, Setteville, Colleverde. L'asse tiburtino cambiò aspetto, a causa dell'incremento di insediamenti industriali, soprattutto nell'area di Settecamini, ma con forti ricadute sui suoi immediati dintorni.
A livello politico, venne colta l'occasione per nuovi protagonismi, per gli arricchimenti facili, per un saccheggio selvaggio del territorio. La pressione di Roma, i nuovi posti di lavoro e l'offerta di suolo con nuova destinazione d'uso (da agricolo in abitativo) crearono una situazione di "malaffare diffuso", che emerse ancor più negli anni ottanta.
L'imprenditoria d'assalto, legata alla monocultura dell'edilizia, condizionò pesantemente la vita politica guidoniana, giungendo a subordinare le scelte del Consiglio comunale e delle varie amministrazioni che cambiavano a ritmo sostenuto, inanellando coalizioni che cadevano sempre sulle scelte legate all'urbanistica.
Al trionfo del malaffare diede limitata risposta, negli anni novanta, la magistratura con arresti e processi, conclusisi, il più delle volte, con amnistie, scadenza dei termini, assoluzioni parziali. Nel frattempo, non cessavano di nascere nuovi insediamenti (Marco Simone, Casal Bianco, Setteville Nord, Colle Fiorito, Colle Largo, Parco Azzurro) e continuava la devastazione del territorio con l'introduzione nel 1986 della Discarica dell'Inviolata.
Alla sostanziale dipendenza dei partiti politici dagli appetiti imprenditoriali ha fatto da contraltare, nell'ultimo ventennio, una forte ed agguerrita opposizione di associazioni e comitati attraverso manifestazioni di piazza, denunce, ricorsi e invasioni della sala consiliare. Il distacco tra politica e cittadinanza, tra gestione amministrativa e bisogni collettivi è stato più volte colmato dal volontariato.

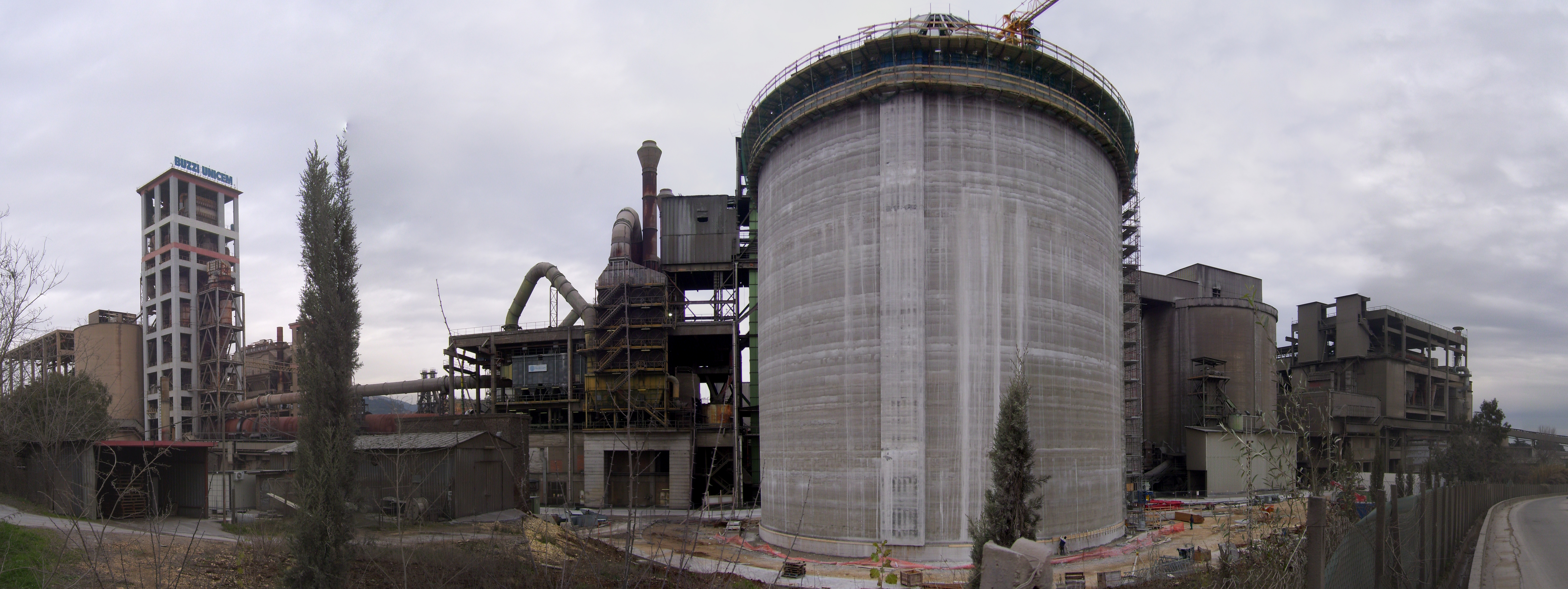
Le cementerie Buzzi Unicem a Guidonia

L'edificabilità di molte zone tuttora ancora verdi ha permesso un continuo aumento della popolazione grazie anche alla vicinanza con Roma. Le amministrazioni che si sono succedute nei decenni hanno permesso un'edificazione intensiva e caotica, con scarsi servizi per una così grande popolazione.
L'immagine originale di Guidonia è stata negli ultimi decenni modificata. La sua crescita disordinata ha completamente alterato il primitivo impianto, soprattutto per quanto concerne le infrastrutture e gli spazi verdi. Il risultato di ciò è stata l'inesorabile perdita dell'originale carattere organico di "comune corredato di tutti i servizi e gli edifici di carattere pubblico occorrenti alla vita e all'amministrazione di un nuovo comune autonomo" che era alla base della sua fondazione.

### Simboli
La prima descrizione dello stemma la fornisce lo storico monticellese Angelo Picchetti (1595-1668) che lo reputa antico di secoli: una cornacchia su tre colli con la scritta S.P.Q.C., Senatus PopulusQue Corniculanus.
Grazie alle ricerche del già citato Piccolini e ai più recenti approfondimenti della locale sezione del Gruppo Archeologico Latino, con delibera del consiglio comunale n. 515 del 27 dicembre 1986 si è pervenuti alla sua istituzionalizzazione nei seguenti termini:
Stemma
Gonfalone

### Onorificenze
Con un decreto del presidente della Repubblica Giorgio Napolitano del 4 aprile 2011 viene concesso al comune di Guidonia Montecelio il titolo di Città d'Italia, «in quanto essa risulta essere un ammirevole esempio di città di fondazione del periodo architettonico razionalista […] ]». Una richiesta partita nel 2007 in occasione del 70º anniversario, con delibera di Giunta dell'Amministrazione Lippiello presentata dall'Assessore Andrea Di Palma. Ripresa poi dal Sindaco Rubeis ha visto il riconoscimento nel 2011.

## Monumenti e luoghi d'interesse
I luoghi di maggior interesse storico e architettonico nel Comune si possono sommariamente individuare in due punti, quelli presenti nella paese millenario di Montecelio, ricco di chiese storiche e scorci medievali, e quello razionalista, presente nel centro di Guidonia.

### Architetture religiose

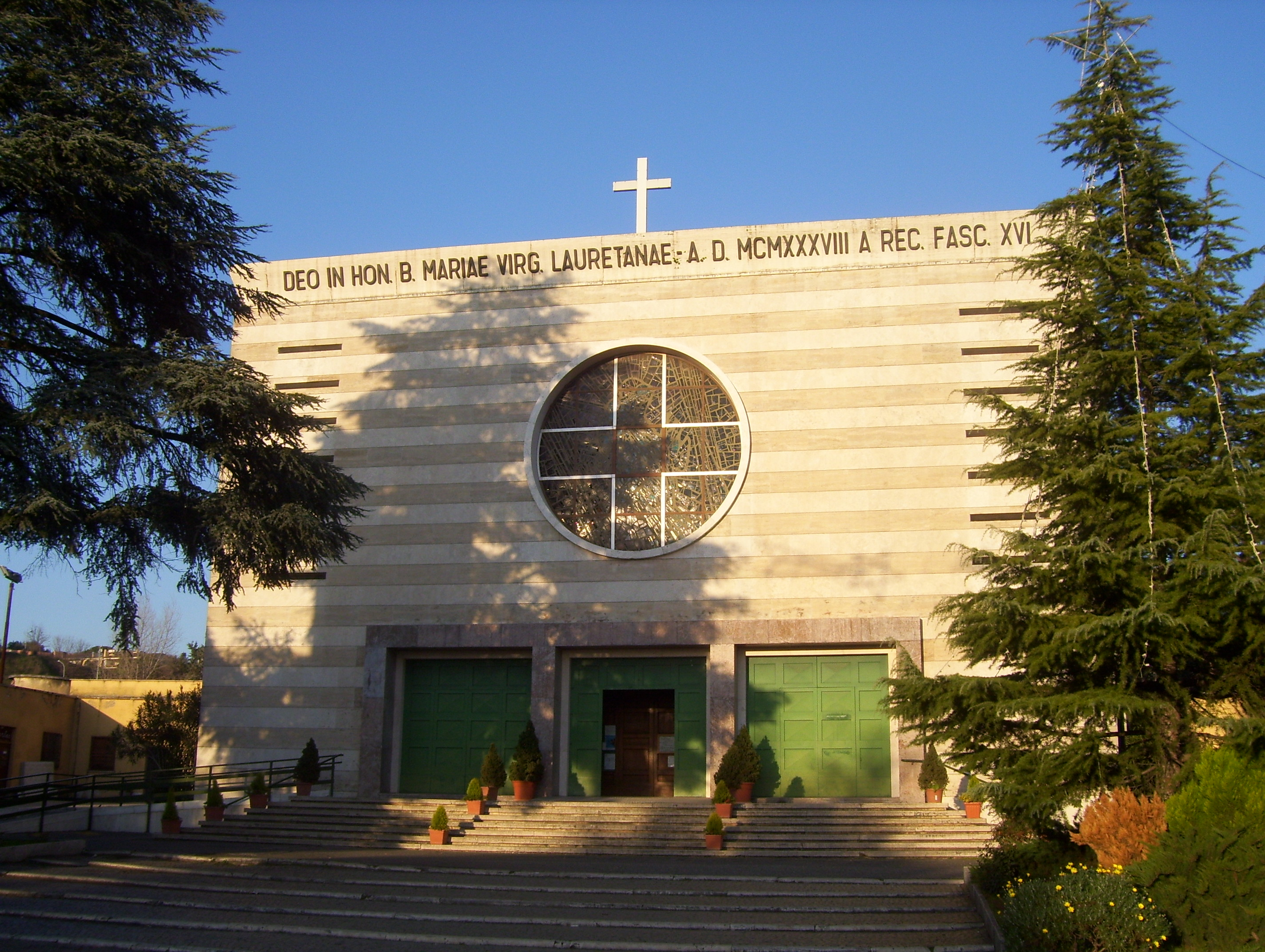
Chiesa di Santa Maria di Loreto.

- Chiesa San Giovanni Evangelista; è stata edificata nel XVIII secolo, sorge sul luogo di una chiesa più antica San Giovanni in Forcella.
- Chiesa Conventuale di San Michele; nacque nel 1724 sulle rovine del Castrum di Monte Albano, e fu progettata dall'architetto romano Benedetto Alfieri, in stile neobarocco.
- Chiesa di San Lorenzo; è la chiesa più antica a Montecelio, costruita vicino alle mura castellane. Don Benardino Panicola fu il primo restauratore. Con il restauro del 1751 la chiesa assunse l'aspetto definitivo con la costruzione della facciata. L'ultimo restauro fu effettuato dal Parroco Don Celestino Piccolini che fece ridipingere il soffitto. L'interno è costruito da una sola navata.
- Chiesa di San Antonio Abate; la prima notizia della chiesa risale al 1520, con un elenco dei parroci contenuto nel manoscritto Tresciani. La piccola chiesa fu restaurata più volte.
- chiesa di Sant'Edoardo; la piccola chiesa fu distrutta durante gli eventi bellici dell'ultimo secolo
- Chiesa di Santa Maria di Loreto; è stata edificata nel 1938 su progetto di Giorgio Calza Bini, insieme al intero progetto della nuova città di Guidonia. Sorge in collina, quasi come un santuario, in posizione dominante sulla città. Doveva, nelle intenzioni, essere al centro del futuro sviluppo abitativo com'è da tradizione delle città italiane che hanno tratto la loro origine dall'addensarsi successivo di abitazioni intorno alla Chiesa. Una sola grande navata rettangolare, una piccola cupola in fondo all'abside è dipinta una grande Madonna, due angeli sorreggono la Santa Casa di Nazareth. La Madonna è raffigurata in atto di mostrare il suo Bambino a protezione della città, che vede alla sua destra, e dell'aeroporto simboleggiato da alcuni aerei in volo e degli hangar alla sua sinistra.

### Architetture civili

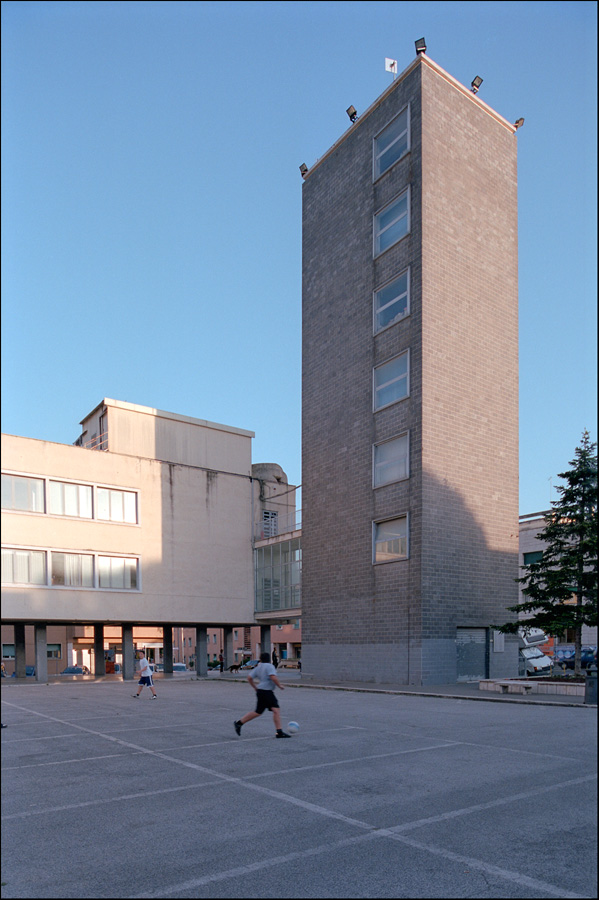
La ex casa del fascio e la Torre Littoria.

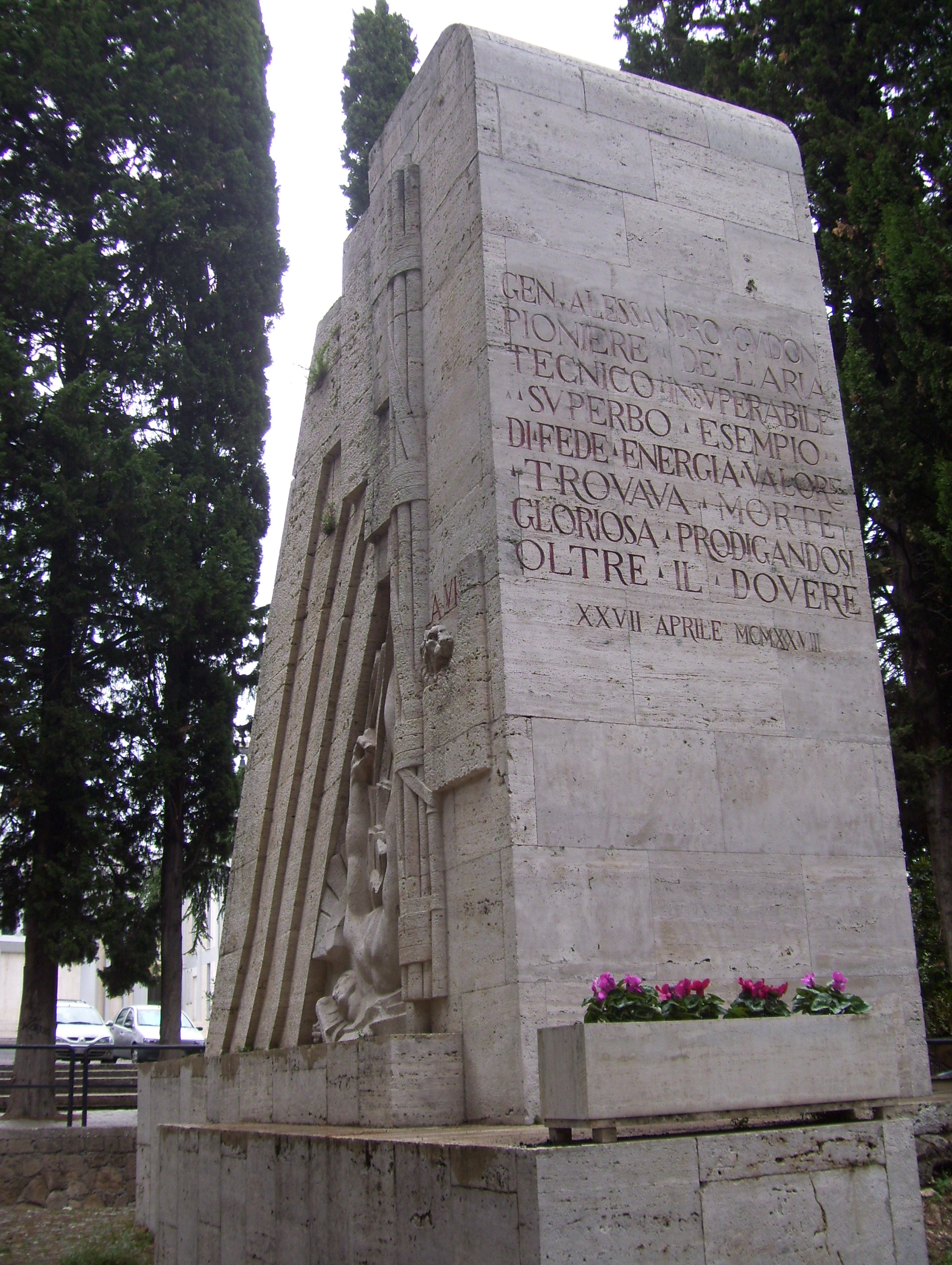
Monumento al generale Alessandro Guidoni.

- Palazzo Cesi; Federico Cesi nel 1500 entrò in possesso del feudo di Montecelio. Federico II acquistò la casa Jannuzzi in piazza san Giovanni di fronte alla chiesa per farne una comoda dimora. I lavori furono eseguiti fra il 1619 e il 1624. L'edificio passò ai Borghese e poi fu abbandonato, subì varie modifiche fino all'ultima guerra, quando fu danneggiato dallo scoppio di una bomba. In seguito è stato adibito a varie abitazioni private e ad uso commerciale.
- Torre Littoria; con la sua immagine massiva che rievoca le torri medievali, chiude lo spazio della piazza Matteotti. La torre costituita da un unico volume di sei piani. Essa è collegata al palazzo per uffici mediante un passaggio aereo vetrato posto al primo piano. Al suo interno una scala a tre rampe e un ascensore centrale servono un ambiente per piano in cui sono collocati uffici comunali. La struttura è costituita da travi e pilastri in cemento armato. Le pareti, tamponate in muratura, sono rivestite in pietra lucida di Bagnorea, che con il suo colore crea un contrasto cromatico con gli altri edifici della piazza, enfatizzando la sua immagine. Le finestre si presentano come semplici forature nella muratura grazie all'uso di leggeri infissi in ferro finestra; anche in questo caso la scelta delle bucature appare condizionata da criteri funzionalisti con finestre ampie e quadrate sia nel fronte verso il palazzo Comunale che in quello opposto, poste a illuminare le sale collocate ai vari piani. Il fronte verso le abitazioni è invece completamente chiuso, mentre quello verso gli uffici ha piccole asole orizzontali per dar luce alle scale. Col tempo il marmo che riveste la torre ha perso completamente la sua lucentezza, perdendo così l'effetto voluto da Calza Bini
- Teatro Imperiale; inserito in una struttura più ampia che comprendeva la banca, l'ufficio postale e l'albergo, poi trasformato in abitazioni, il Teatro-Cinema Imperiale si presenta con il suo volume compatto e di travertino sul fronte della piazza. La soluzione interna è molto interessante con un atrio a doppia altezza dal quale si accede alla sala su due livelli, capace di ospitare oltre 800 persone, e costruita con i più razionali principi di acustica e buona visibilità dell'epoca. La sala è rimasta aperta al pubblico fino al 1999, quando è stata chiusa a causa della sua inagibilità dopo decenni di incuria. Solo nel 2009 sono incominciati i lavori di ristrutturazione del Teatro che dovrebbe essere riaperto entro il 2010.

### Architetture militari

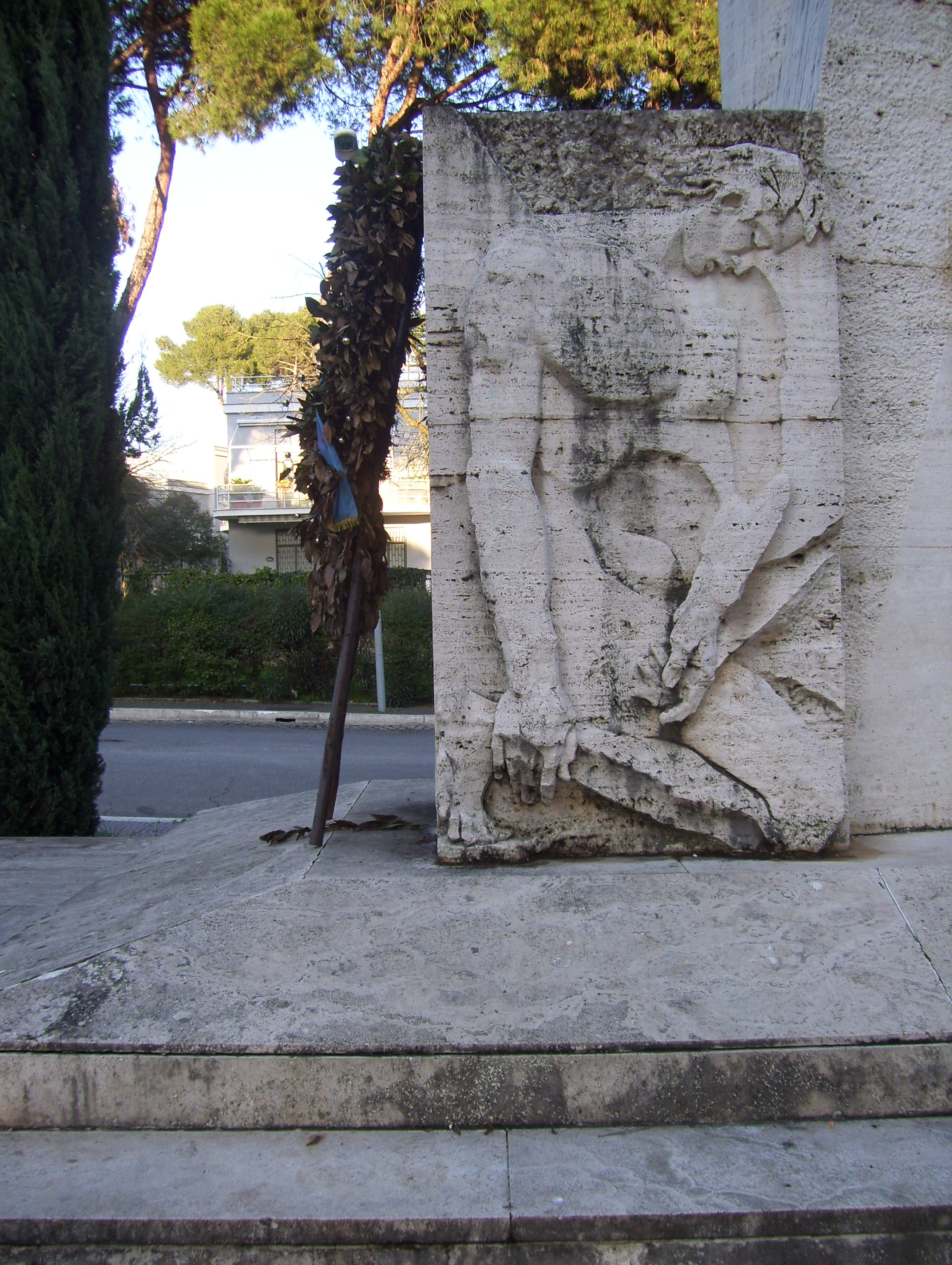
Monumento di Caduti.

- La Rocca; edificata nel XIV secolo in Montecelio, a guardia dell'ingresso sul lato est. L'ingresso principale venne situato in una rientranza delle mura. Sotto gli Orsini, si cercò di adeguare il vecchio castello alle esigenze della moderna tattica basata sulle armi, pertanto venne raddoppiato l'intero circuito murario con uno spesso bastiano a "scarpa" largo alla base oltre tre metri, che è parzialmente crollato. Solo nel 1979 iniziò un restauro conservativo ad opera della Sovrintendenza ai monumenti del Lazio.

### Monumenti
- Monumento al tenente Maurizio Simone;
- Monumento al generale Alessandro Guidoni;
- Monumento ai Caduti.

### Aree naturali

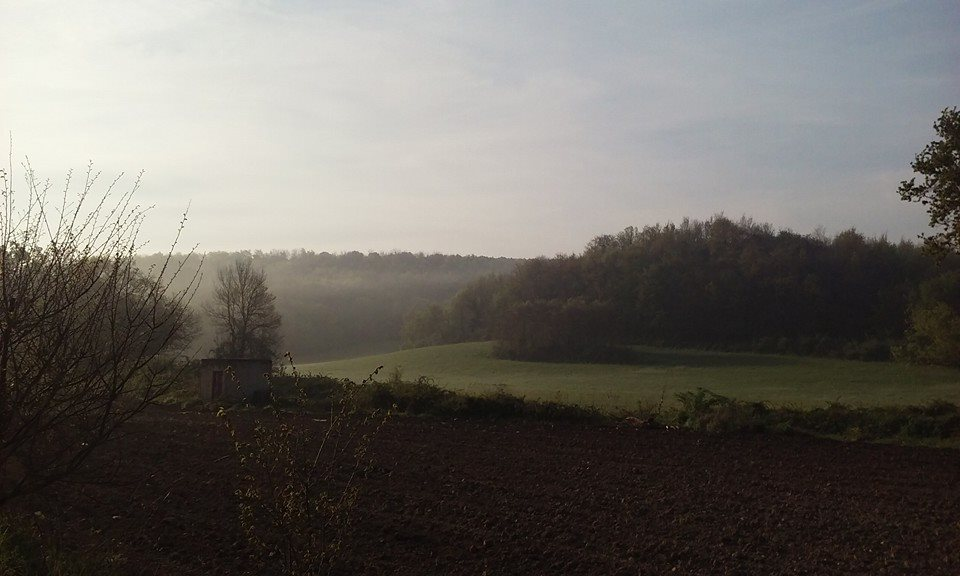
Alcuni boschi situati nel cuore del Parco dell'Inviolata

Sul territorio del comune si trova solo un'area naturale protetta che è il Parco dell'Inviolata, istituito ufficialmente nel 1996 come risposta alla proteste contro l'omonima discarica, che ricade negli stessi terreni dell'area naturale insieme alla bretella autostradale Fiano-San Cesareo.

## Società

### Evoluzione demografica
| Evoluzione storica della popolazione di Montecelio |       |
| 1656                                               | 692   |
| 1782                                               | 1 403 |
| 1881                                               | 2 668 |
| 1901                                               | 3 195 |
| 1911                                               | 3 408 |
| 1921                                               | 3 763 |
| 1931                                               | 4 269 |

Abitanti censiti

### Etnie e minoranze straniere
Al 31 dicembre 2023 gli stranieri sono 11.618, pari al 13,26% della popolazione.

### Lingue e dialetti
Oltre alla lingua italiana, a Guidonia non sono ufficialmente riconosciute altre lingue. Come nel resto dell'area metropolitana di Roma vi è una forte diffusione del dialetto romanesco.
Nella località di Montecelio, è usato - soprattutto dalla popolazione più anziana - un dialetto sabino, simile al "Tiburtino" parlato a Tivoli e ai dialetti parlati nei confinanti comuni di Marcellina, Palombara Sabina, Mentana e Sant'Angelo Romano.
In tale zona a volte anche i giovani, tendono a mescolare il romano con il locale dialetto dei paesi confinanti.

### Religione
La popolazione è in prevalenza cristiana cattolica, il comune rientra in parte nella diocesi di Tivoli e in parte nella diocesi di Roma.
Santo patrono
Santa patrona del comune di Guidonia è la Madonna di Loreto. Il giorno festivo ricorre il 10 dicembre, ma si festeggia la 3ª domenica di settembre.
Ogni frazione ha inoltre un suo santo patrono legato alla parrocchia:
- San Remigio: Colleverde
- San Filippo Neri: Colle Fiorito (conosciuto anche come Collefiorito)
- San Giovanni Evangelista: Montecelio
- San Giuseppe Artigiano: Villanova
- Santa Maria del Popolo: Villalba
- San Luigi Gonzaga: La Botte

### Tradizioni e folclore
Festeggiamenti in onore di Maria SS. Immacolata: nel borgo storico di Montecelio la sera dell'ultima domenica di agosto si svolge una processione con una statua della Vergine lungo la via che circonda il convento di San Michele.
Festeggiamenti in onore di san Michele Arcangelo: nel borgo storico di Montecelio, nell'ultima domenica di settembre, si svolge la Sfilata delle Vunnelle, nella quale i giovani del paese indossano costumi tipici risalenti al XIX secolo.

### Istituzioni, enti e associazioni
- All'interno dell'Aeroporto Militare "Alfredo Barbieri" di Guidonia, è presente il Centro di Selezione dell'Aeronautica Militare[30].
- All'interno del Centro Agroalimentare Roma è presente l'ufficio dalla Agenzia delle dogane e dei monopoli del distaccamento dell'agenzia Roma 1.

### Qualità della vita

#### Problematiche ambientali

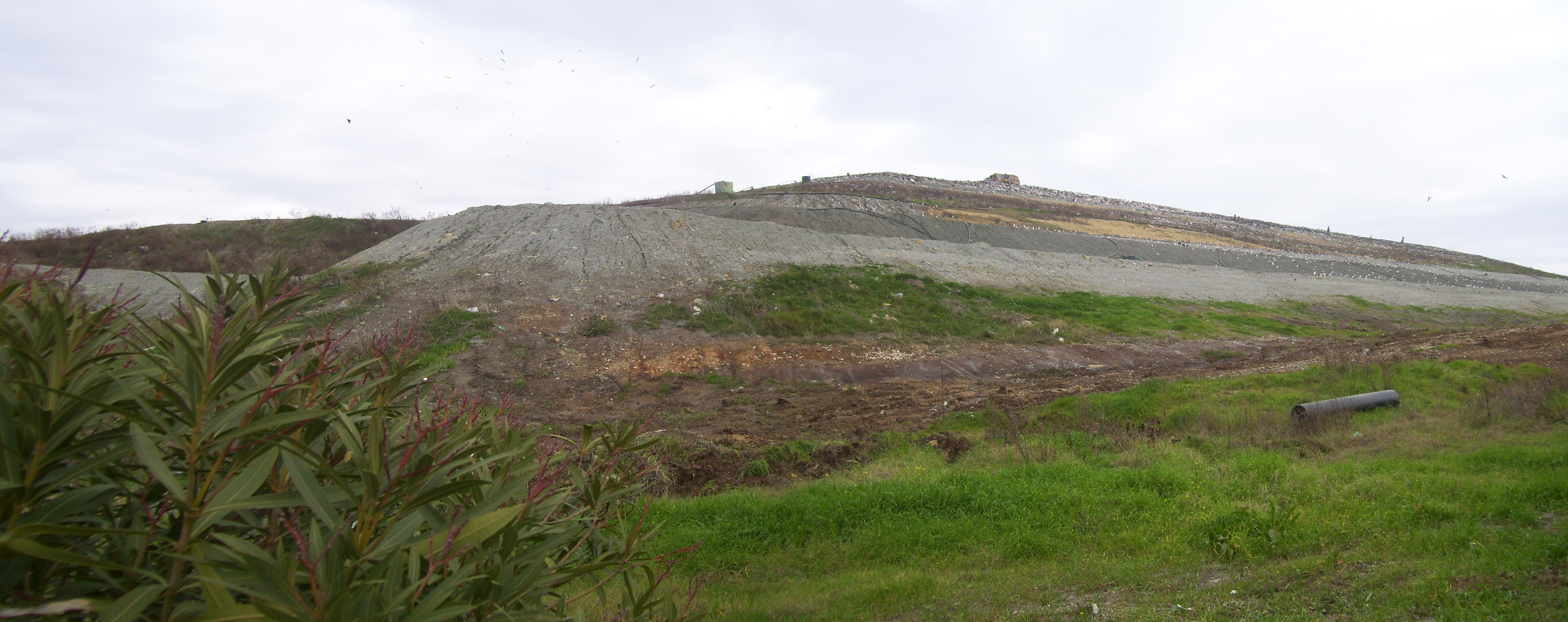
La discarica dell'Inviolata.

Prima del 2008 la presenza di varie fonti di inquinamento, compresa la discarica nella quale versano rifiuti circa 50 comuni, non garantisce una buona qualità dell'aria. Nel 2006 vi sono stati 89 sforamenti dei PM10 contro i 35 previsti per legge, situazione aggravata dalla presenza in questi territori di attività come le cementerie Buzzi Unicem che nel panorama regionale risulta essere nel 2007 l'impianto più impattante in termini di CO2 con 1 084 450 tonnellate di anidride carbonica emesse.
La Buzzi Unicem, presenza industriale storica nel territorio di Guidonia Montecelio, ha negli anni settanta ampliato il proprio stabilimento diventando tra i più grandi in Europa per la produzione di cemento. Il tributo pagato dalla popolazione è stato enorme: forte aumento delle emissioni nocive e deturpamento del territorio con la scomparsa di intere colline per l'escavazione del calcare.
Alle cementerie si aggiungono le attività estrattive del travertino che incidono fortemente sulla presenza in atmosfera delle polveri sottili.
L'escavazione del travertino fatta senza una programmazione e senza il controllo delle istituzioni ha generato, oltre la nocività delle polveri, dei crateri ai lati della via Tiburtina che, in aggiunta al fenomeno delle subsidenze, hanno reso quella porzione di territorio inutilizzabile per qualsivoglia scopo. Negli ultimi anni, con l'esaurimento dei banchi di escavazione del travertino, la riduzione degli addetti provoca licenziamenti e difficoltà economiche per centinaia di famiglie.

## Cultura

### Istruzione

#### Biblioteche
Guidonia Montecelio è dotata di sette biblioteche di cui cinque comunali:
- Biblioteca Comunale di Colleverde e soci
- Biblioteca Comunale di Guidonia
- Biblioteca Comunale di Montecelio
- Biblioteca Comunale di Setteville
- Biblioteca Comunale di Villalba
- Biblioteca del Centro ricerche Unicem

#### Scuole
Scuole secondarie
Il comune ospita diversi istituti di Scuola secondaria di secondo grado, ma solo di orientamento tecnico-scientifico.

#### Musei
- Museo Rodolfo Lanciani. Già Antiquarium. Inaugurato nel marzo 2000. Si trova nello storico centro palazzetto dell'ex oratorio che affaccia proprio sulla piazza principale di Montecelio. Tenuto conto della non eccessiva ampiezza dei locali espositivi, l'itinerario museale offre una documentazione completa delle culture succedutesi nel territorio comunale a partire dalla preistoria, con particolare riguardo all'aspetto prevalente e di maggiore valenza presente, la tipologia della villa romana nei suoi aspetti rustico e rustico-residenziali. Nel 2011 l'Antiquarium si trasferisce presso l'ex Convento San Michele ed ospita da aprile a novembre 2011 la mostra “Archeologi tra '800 e '900. Città e monumenti riscoperti tra Etruria e Lazio antico”. La mostra segna il ritorno della Triade Capitolina a Guidonia Montecelio. L'8 novembre Direzione Generale per le Antichità del Ministero per i Beni e le Attività Culturali ha autorizzato il deposito temporaneo del materiale archeologico presso il nuovo Museo Civico “Rodolfo Lanciani” sancendo di fatto la nascita del Museo Civico che l'amministrazione intitola a Rodolfo Lanciani.
- Museo della Via Cornicolana. Si trova nella cripta della chiesa di Santa Maria a Setteville in quanto durante la costruzione di questa chiesa venne scoperto il tracciato dell'antica strada romana (Gemina via Tiburtina) che dipartendosi dalla Tiburtina all'altezza di Setteville si dirigeva verso Guidonia, passava sotto Montecelio e proseguiva verso la Sabina. Grazie alla collaborazione tra la Curia Romana, la Soprintendenza archeologica del Lazio il tracciato della strada romana è stato conservato nella Cripta che ospita anche numerosi reperti antichi provenienti dal territorio e da recuperi fatti dalle Forze dell'ordine
- Museo Civico, dedicato alla fondazione di Guidonia;[36]
- Archivio storico San Michele, nei locali concessi al Comune dalla Soprintendenza.[37][38]
- Museo della D.S.S.E., nel locale aeroporto dell'Aeronautica Militare, espone velivoli, armamenti ed equipaggiamenti.[39]

### Cucina
La cucina guidoniana non si distingue praticamente in nulla dalla cucina romana, se non per alcuni prodotti tipici di Montecelio tra i quali spiccano le pinciarelle, tradizionale piatto di pasta, fatta con acqua e farina mescolata e modellata a mano tipo grossi spaghetti, che viene condita con sugo semplice di pomodoro fresco appena scottato, e con del formaggio locale tipo pecorino. Dal 1996, nel mese di settembre, si tiene a Montecelio la Sagra delle Pinciarelle, una manifestazione culinaria dedicata a questo piatto che attira ogni anno più di 5 000 visitatori.

### Eventi
- Nella pineta di Via Roma si è svolto dal 2000 al fino al 2005 il Fairylands festival, festival di musica celtica. Il festival si è tenuto nuovamente nel 2011, 2012, 2013, 2017, 2023, 2024 e 2025.[41]
- Presso Villa Mura si sono disputate cinque edizioni di Miss Guidonia: 2019 con la vittoria di Marika D’Urzo, 2022 con Alessia Bindar prima classificata, 2023 con il successo di Sofia Vasco, 2024 con la vittoria di Michelle Mele e 2025 con Maria Vittoria Chichi prima classificta. La terza edizione, svoltasi il 6 luglio 2023, è stata presentata dalla showgirl Manila Nazzaro (vincitrice di Miss Italia nel 1999).

## Geografia antropica

### Urbanistica

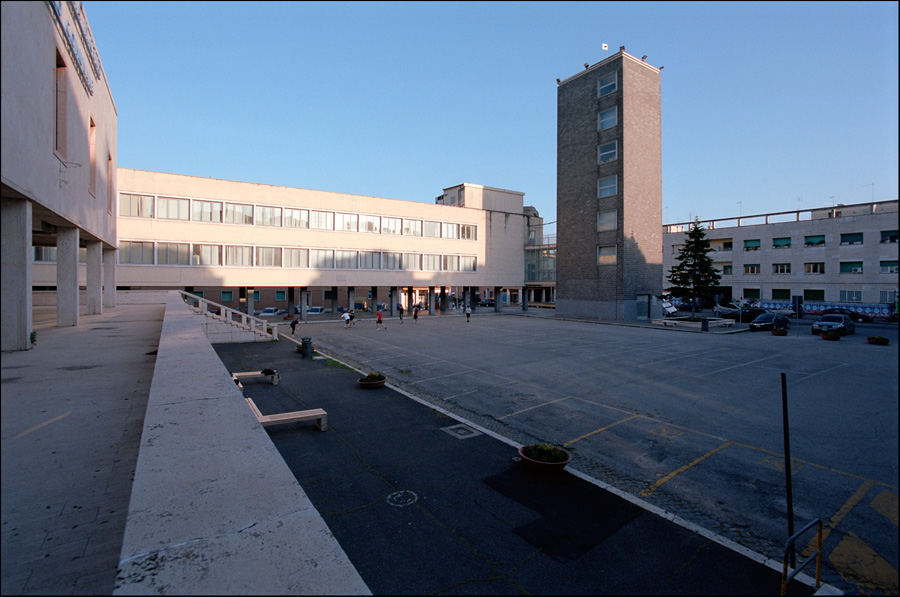
Palazzo del Comune, ex casa del fascio e torre Littoria

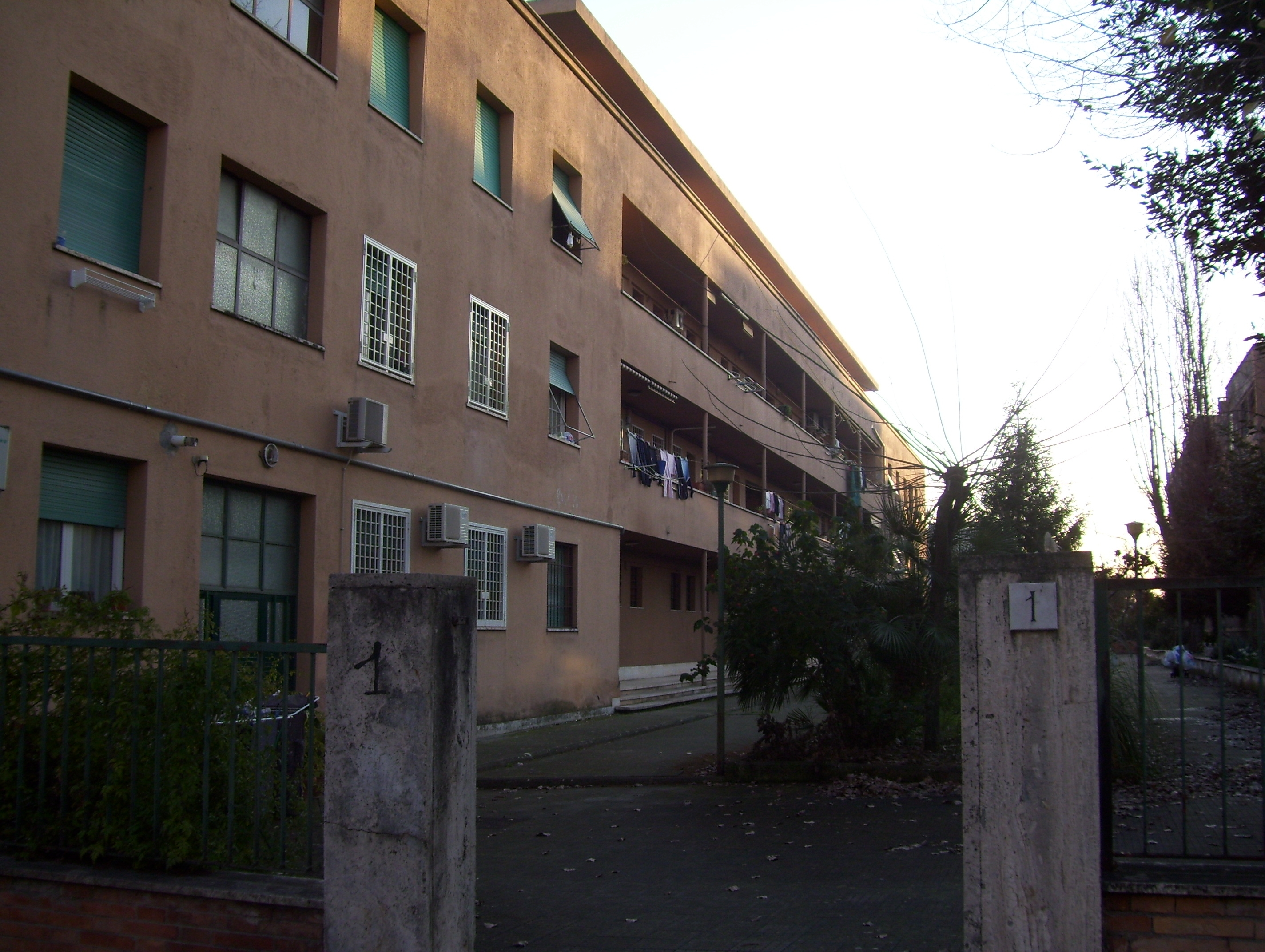
Case popolari costruite tra il 1935 e il 1937 con il progetto originale della città

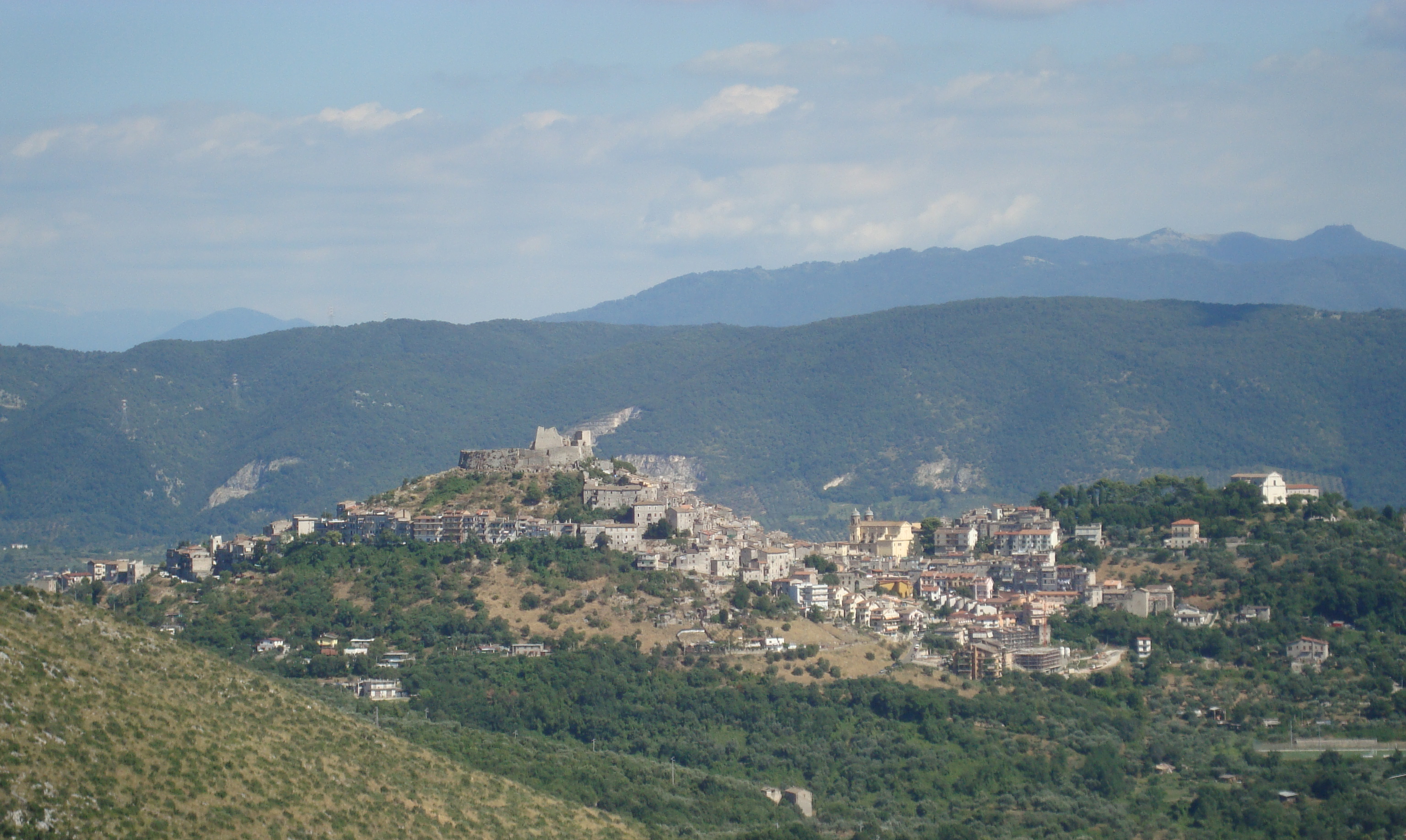
Panorama della frazione di Montecelio

L'architettura della zona progettata intorno all'Aeroporto di Guidonia riprende lo stile razionalista impostato su un sistema gerarchico della disposizione degli edifici come nelle altre città fondate nel ventennio, con un ampio uso del travertino locale. Il progetto rispecchia ancora la trazione di città moderna disegnata per accogliere e separare le classi sociali. Così lungo viale Roma, accanto all'aeroporto, sono ubicate le residenze degli ufficiali: villette, mono o bifamigliari, con giardino; lungo via Leonardo da Vinci troviamo gli alloggi dei sottufficiali e degli operai specializzati, degli impiegati e man mano che si sale verso la Piazza Municipale, decresce il ruolo sociale degli inquilini.
Nel dopoguerra sorgono a macchia di leopardo intorno al nucleo originale della città delle abitazioni di fattura grezza difficilmente alte più di due piani, per la maggior parte costruite abusivamente, con tutti i problemi di gestione urbanistica annessi.
Negli anni ottanta con l'aumento del prezzo delle case di Roma molti costruttori e cooperative hanno scelto di costruire edifici, anche di edilizia popolare ed economica, alti anche più di cinque piani simili a quelli realizzati a Tor Bella Monaca e a Corviale nel comune di Roma. Anche in questo caso, come nelle altre due zone romane, la scarsa mancanza di servizi ed opere pubbliche collegati a queste realizzazioni edilizie ha determinato diverse situazioni di degrado.
Lo sviluppo veloce dell'edilizia ha provocato nel tempo l'aggregazione di quartieri distanti tra loro. Le varie circoscrizioni mantengono comunque un'autonomia tra di loro e per i servizi spesso si appoggiano frequentemente ai comuni limitrofi, in particolare le frazioni che si trovano sulla via Tiburtina fanno spesso riferimento a Roma o a Tivoli, anche a conseguenza della carenza di alcuni servizi pubblici essenziali come ad esempio gli ospedali.
L'antico borgo di Montecelio ha rilevanza storica, ma difficilmente viene visto come centro della città. Più frequentemente è il quartiere sorto intorno all'aeroporto di Guidonia ad essere considerato come centro cittadino.
Nell'ultimo decennio la maggior parte dei nuovi edifici sono villette a schiera o bifamiliari, sviluppate principalmente nelle località di Marco Simone e Setteville Nord.

### Frazioni
Secondo l'articolo 1 dello Statuto Comunale nel comune sparso si trovano le seguenti frazioni:.
- Guidonia;
- Villanova; fino agli anni 1960, veniva chiamata "Le Sprete", toponimo già registrato nel XVII secolo, di origine incerta, forse da ricondurre alla Vallis Pretis (dal latino, valle della pietra) con riferimento alle pietrosità e alla durezza del suolo della zona)[46]. È una delle più popolose località del comune, sono presenti una scuola elementare, una scuola media e la chiesa di Villanova, intitolata a San Giuseppe Artigiano, edificata nel 1960[47].
- Villalba; si trova in una zona ricca di giacimenti di travertino e le prime abitazioni sorsero lungo la via delle Cave, che si dipartiva dalla via Tiburtina verso nord, destinata al trasporto dei blocchi dalle cave.
- La Botte;
- Setteville; vi si trova la parrocchia di Santa Maria a Setteville, fondata nel 1973.[48]
- Albuccione;
- Montecelio; sorge su due alture che furono occupate in epoca preistorica e arcaica (sec. X-V a.C.) da un centro urbano tradizionalmente identificato con la città latina di Corniculum (patria secondo la tradizione di Servio Tullio), che cessò di esistere dopo essere stata sottomessa a Roma.
- Colleverde; abitato in epoca romana, come attesta un ipogeo in località Parco Azzurro forse riconducibile ad un sobborgo di Nomentum o Crustumerium.
- Colle Fiorito (o Collefiorito); nasce nei primi anni dopo la seconda guerra mondiale, anche se il territorio già dalla fine del XIX secolo era occupato dalle capanne di pastori transumanti. Nel 1946 Colle Fiorito (che allora si chiamava Valle Stregara) era un territorio senza vegetazione e molto sassoso e non presentava nessuna risorsa importante, con appena tre famiglie di pastori stanziate.[49]
- Bivio di Guidonia;
- Castel Arcione;
- Casa Calda;
- Marco Simone; vi si trova un castello risalente circa all'anno 1000 e la chiesa di Santa Maria dell'Orazione eretta nel 1989 e inaugurata nel 2002.

Il comune di Guidonia Montecelio nel suo territorio conta altre località abitate: Pichini, Poggio Fiorito, Colle Spinello, Colleverde II, Laghetto, Setteville Nord, Villaggio Azzurro.

## Economia

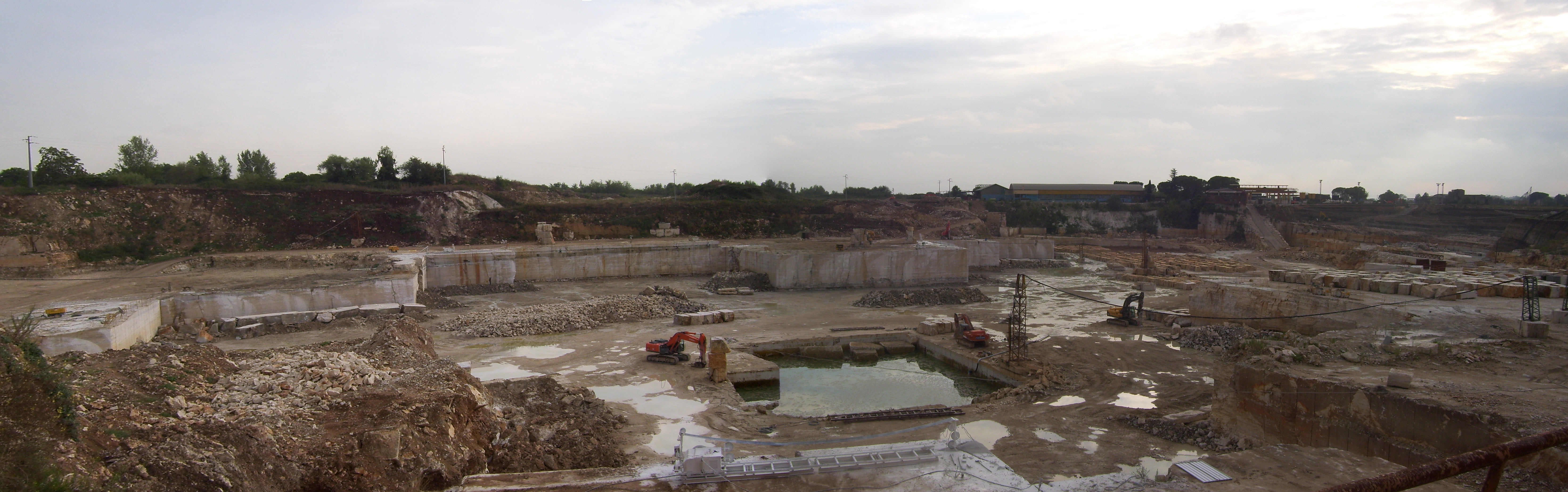
Cave di travertino.

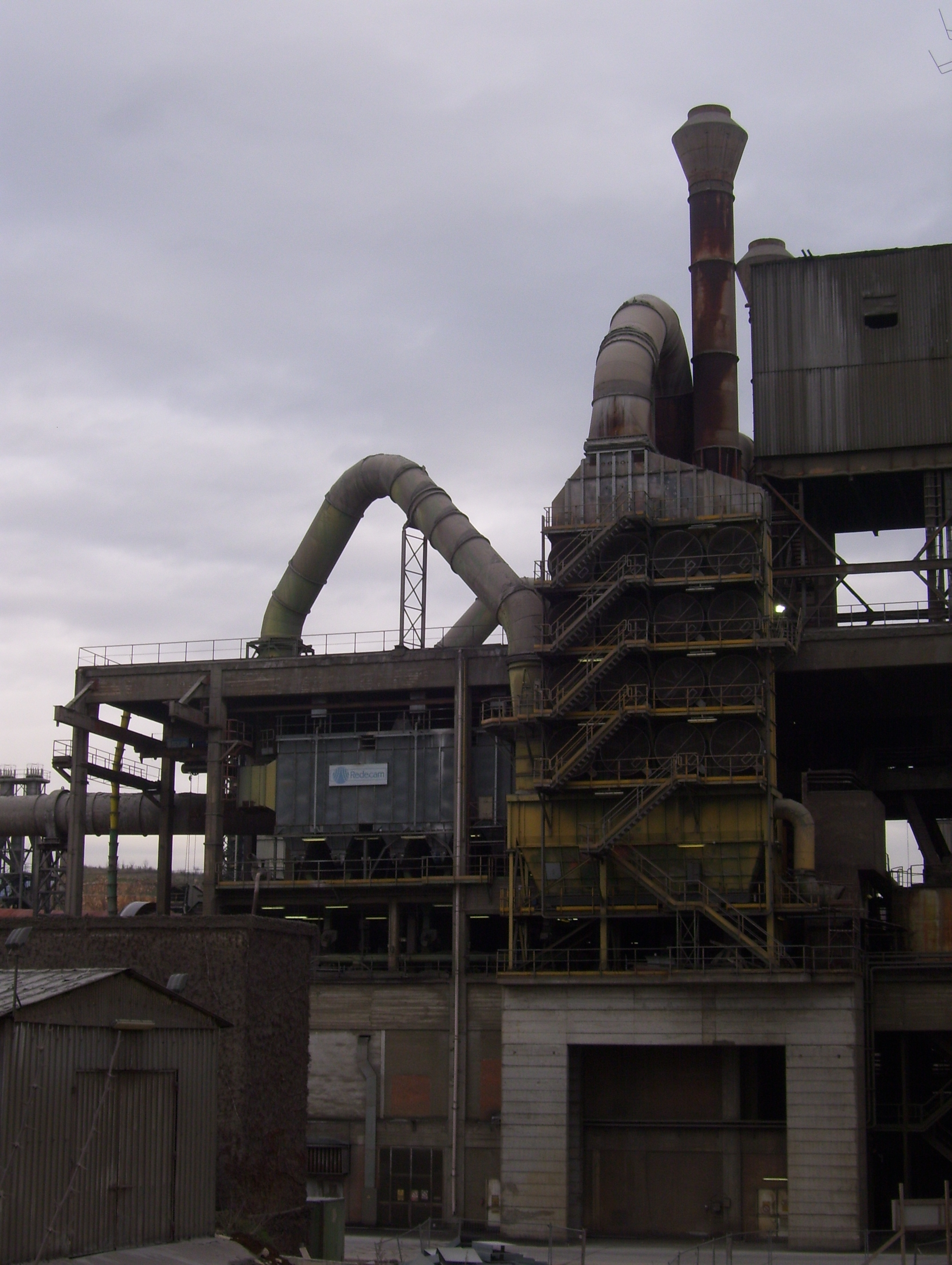
Parte dell'impianto Buzzi Unicem

L'economia del territorio si basa prevalentemente sull'industria e sui servizi.
Le imprese registrate alla fine del 2006 risultavano essere 5165. 1334 le imprese artigiane con un'incidenza del 25,8% sul totale. 22 gli sportelli bancari disponibili nel territorio al termine del 2005 per quasi 500 milioni di euro di depositi.
29730 le unità immobiliari rilevate nel 2004, con prezzi di acquisto al m² che variavano nel 2006 per il residenziale dai 1450 € di Villalba ai 2200 € di Pichini, mentre per il commerciale il valore medio si attestava allora tra un massimo di 2600 € nel centro storico di Montecelio a 2200 € di Villalba. Dati riferiti ancora al 2004 per il valore medio dell'imponibile IRPEF degli abitanti di Guidonia che allora ammontava a 20458 €, superiore alla media della Provincia di Roma, 19488 €. Nella graduatoria provinciale Guidonia Montecelio si collocava nel 2004 al 30º posto.
I dati del censimento 1991 indicavano in oltre 13 000 persone le persone che giornalmente si spostavano verso Roma, sostanzialmente un adulto su 4.

### Agricoltura
In passato l'agricoltura e la pastorizia sono state per secoli le attività economiche trainanti ma, mentre la seconda è praticamente scomparsa lasciando poche tracce, la prima ha segnato maggiormente il territorio, favorendo lo stabilirsi di primi nuclei abitativi sia a Le Fosse (Villalba, Villanova) e Valle Stregara (Colle Fiorito), sia nelle grandi aziende terriere ora sostituite dagli abitati di Colleverde, Setteville e Marco Simone e sia nei piccoli poderi di bonifica di La Botte e Le Pantanelle affidati agli ex combattenti intorno al 1910.
È uno dei comuni della provincia di Roma il cui territorio è compreso nell'area di produzione dell'olio di oliva Sabina (DOP).

### Industria

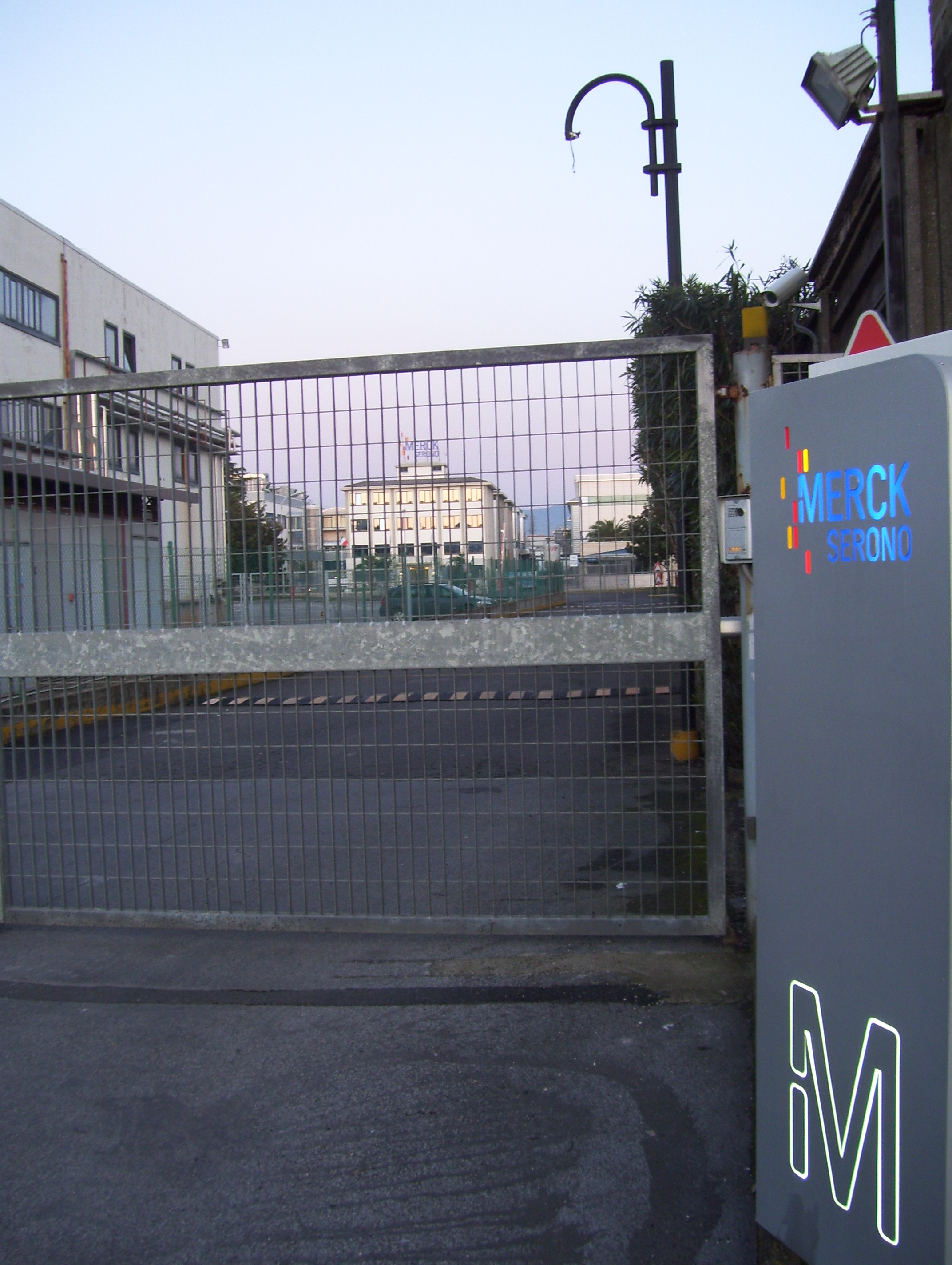
Ingresso della Merck Serono.

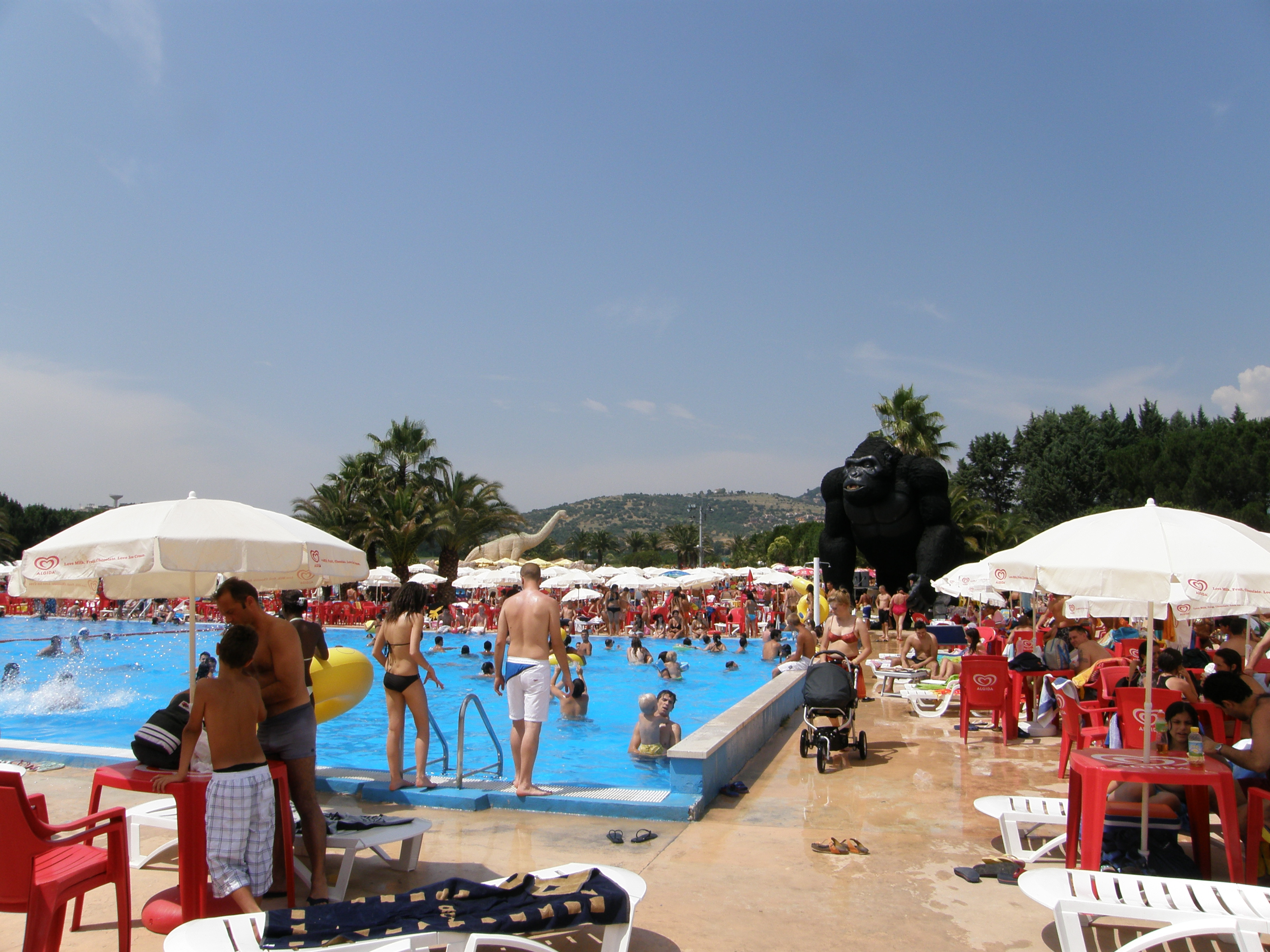
Il parco acquatico Aquapiper.

L'industria storica è quella legata all'estrazione del travertino e alla fabbricazione della calce, che hanno dato nei secoli passati un relativo benessere economico ai Monticellesi. Le ultime calcare chiusero a metà dello scorso secolo. Col tempo ha acquisito grande rilevanza economica il cementificio della Unicem.
L'estrazione del travertino invece, pur se proseguita ininterrottamente da almeno sei secoli, ha avuto ricadute sociali notevoli solo dal primo dopoguerra, quando la produzione si è stabilizzata con l'apertura dei mercati esteri.
Dal secondo dopoguerra il comune si è aperto all'immigrazione di operai ed impiegati delle aziende di Roma. In molti casi i terreni agricoli hanno aumentato fino a mille volte il loro valore quando sotto spinte speculative, il cambiamento della destinazione d'uso li ha resi edificabili.
Guidonia è sede del Centro per la Valorizzazione del Travertino Romano. La vicina Tivoli detiene il restante 20% del travertino, estratto da 2 500 anni, utilizzato nelle opere pubbliche già dagli antichi romani e richiesto in tutto il mondo.
Presenta grandi aziende produttive tra le quali il cementificio Buzzi Unicem e la grande industria farmaceutica Merck Serono, tre zone industriali nelle quali risiedono importanti aziende; inoltre è adiacente al Tecnopolo Tiburtino del comune di Roma dove sono presenti centinaia di aziende high tech e di servizi.
La vicinanza con la Capitale, e il relativo prezzo più basso degli immobili, ha indotto il territorio ad una forte edificazione con conseguente economia delle attività legate all'edilizia.

### Servizi

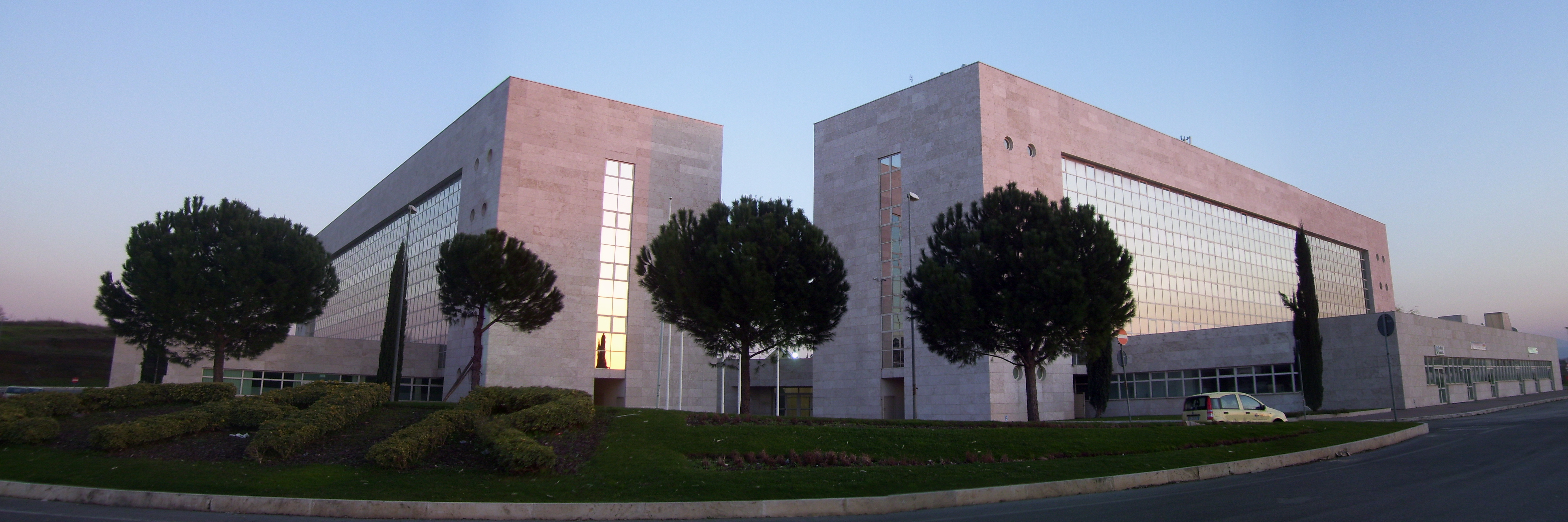
Il Centro Agroalimentare Roma.

Ospita nel suo territorio il CAR, Centro Agroalimentare Roma. Nel proprio territorio insiste inoltre la riserva mineraria termale, non sfruttata dalla città di Guidonia ed in concessione alla vicina Tivoli, mentre nella stagione estiva è aperto il parco acquatico Aquapiper. Vi è poi il centro commerciale "Tiburtino Shopping Center", situato nell'area Nord-Est della capitale.

## Infrastrutture e trasporti

### Strade

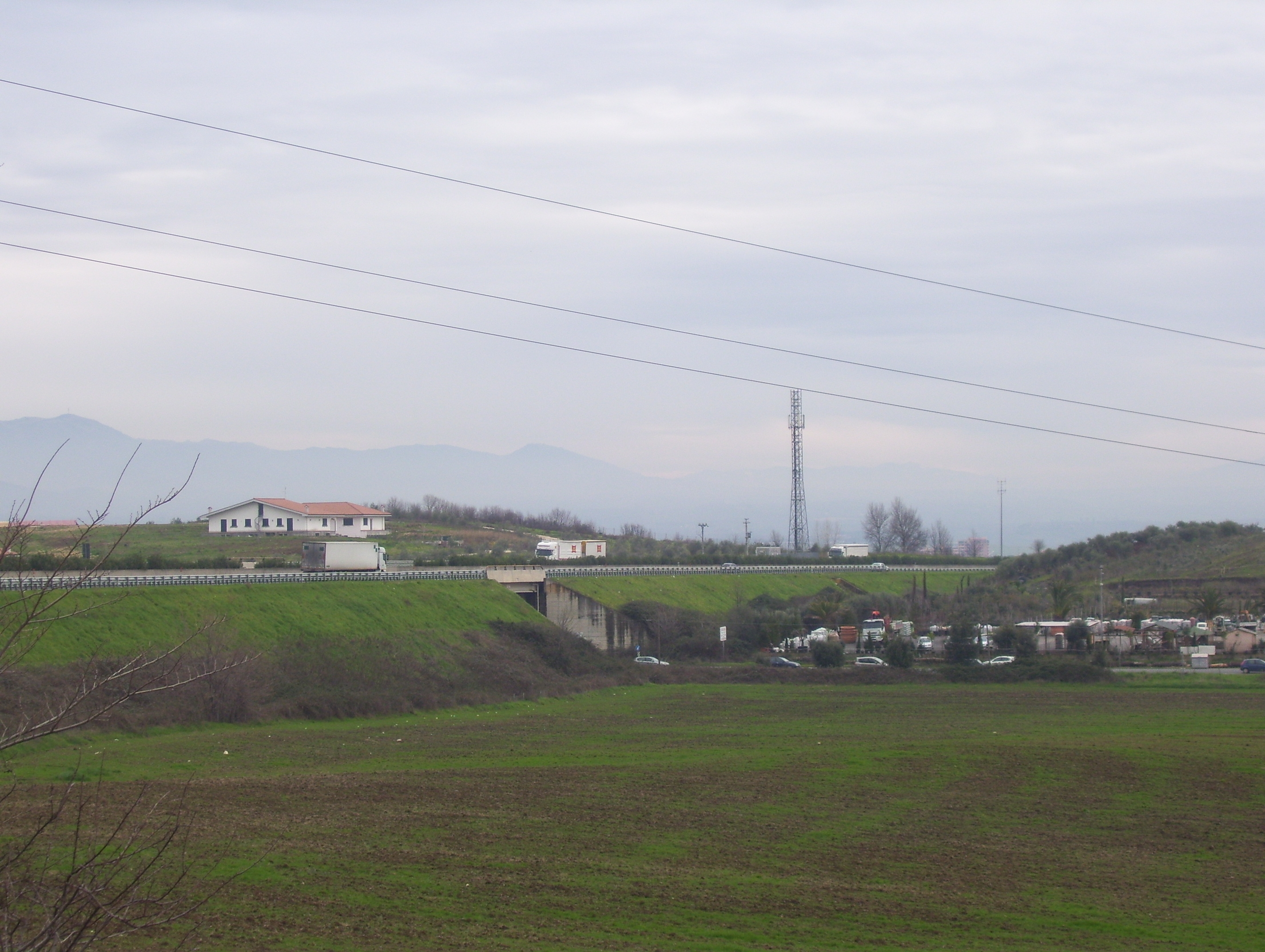
Autostrada A1 a Guidonia nel 2009

- Autostrada A1 (casello di Guidonia Montecelio)[53][54]
- SR5 ex SS5 Tiburtina[55]
- SP48 ex SP28/bis di Casal Bianco[55]
- SS5Ter Tiburtina - Bivio di Guidonia[55]
- SP636 ex SS636 Maremmana Inferiore[55]
- SP45/a di Campolimpido[55]
- SP Strada Favale[55]
- SP Viadotto Aniene (bypass Via dei Canneti)[55]
- SP51/a Maremmana[55]
- SP24/a di Guidonia - Mentana[55]
- SP23/a Palombarese[55]
- SP27/b Guidonia Lesprete[55]
- SP22/a Nomentana[55]
- SP12/b di Monte Bianco[55]
- SP29/b delle Molette[55]
- SP44/b dei Cinque Sassi[55]
- SP15/b dei Cioccati[55]
- SP26/b Guidonia Casalbattisti[55]
- SP3/d Guidonia Casalbattisti braccio[55]
- SP17/a dell'Inviolata[55]
- SP24/b Montecelio[55]
- SP Nomentana Bis[55]
- SP33/b Palombarese variante Guidonia/Mentana[55]

### Ferrovie

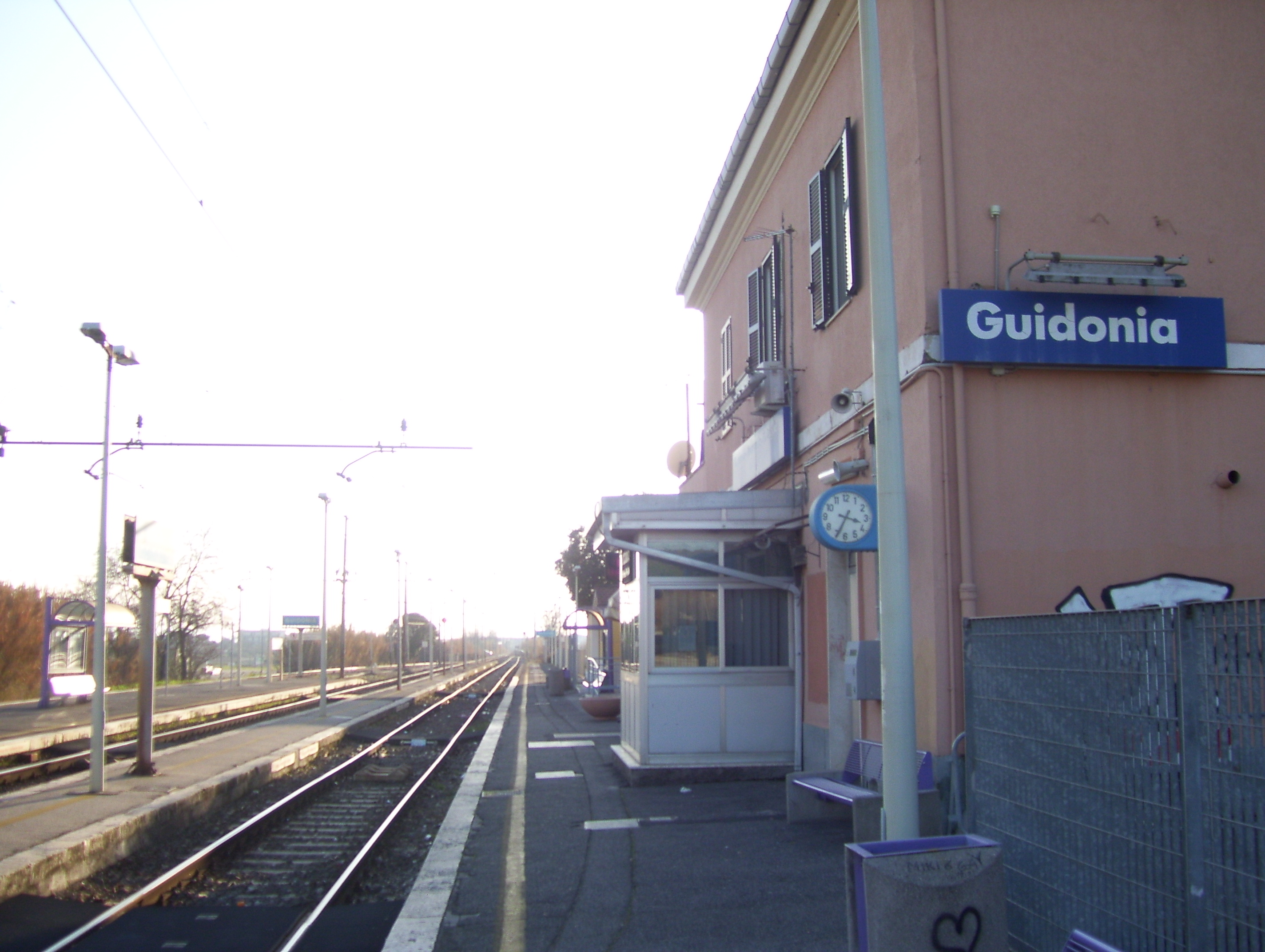
La stazione ferroviaria di Guidonia-Montecelio-Sant'Angelo

- Stazione di Guidonia Montecelio -S. Angelo R., servita da:
  - Ferrovia Roma-Sulmona-Pescara
  - FL2 (Tiburtina FS - Tivoli)

### Aeroporti
Nel comune è presente l'aeroporto militare Alfredo Barbieri; quest'ultimo non è aperto al traffico civile ma è condiviso tramite una cooperazione storica con l'Aeroclub di Roma che ha in questo aeroporto la sede della scuola di Volo a Vela.

### Mobilità urbana
Il servizio di trasporto pubblico locale viene svolto da Bus International Service (BIS) per conto della Comunità montana dei Monti Sabini, Tiburtini, Cornicolani e Prenestini che gestisce le autolinee di Guidonia e Marcellina. Il territorio comunale è servito marginalmente anche da alcune autolinee urbane gestite da ATAC. I collegamenti interurbani sono gestiti dall'azienda regionale Cotral.

## Amministrazione
| Periodo          | Periodo          | Primo cittadino               | Partito       | Carica           | Note   |
| ---------------- | ---------------- | ----------------------------- | ------------- | ---------------- | ------ |
| 28 marzo 1988    | 29 febbraio 1992 | Giovanni Battista Lombardozzi | PSI           | Sindaco          |        |
| 29 febbraio 1992 | 22 dicembre 1992 | Giovanni Pietro Ricci         | PSI           | Sindaco          |        |
| 22 dicembre 1992 | 8 maggio 1995    | Umberto Ferrucci              | DC            | Sindaco          |        |
| 8 maggio 1995    | 22 dicembre 1995 | Teresa Bonelli                | FI            | Sindaco          |        |
| 22 dicembre 1995 | 24 giugno 1996   | Salvatore Di Coste            |               | Commissario      |        |
| 24 giugno 1996   | 1º maggio 2000   | Ezio Cerqua                   | L'Ulivo       | Sindaco          |        |
| 1º maggio 2000   | 10 gennaio 2005  | Stefano Sassano               | UDC           | Sindaco          |        |
| 10 gennaio 2005  | 5 aprile 2005    | Achille Togna                 |               | Commissario      |        |
| 5 aprile 2005    | 24 febbraio 2009 | Filippo Lippiello             | PD            | Sindaco          | [ 58 ] |
| 25 febbraio 2009 | 21 giugno 2009   | Mario De Meo                  |               | Commissario      |        |
| 22 giugno 2009   | 21 luglio 2015   | Eligio Rubeis                 | PdL           | Sindaco          | [ 59 ] |
| 21 luglio 2015   | 17 giugno 2016   | Andrea Di Palma               | FI            | Vicesindaco f.f. | [ 60 ] |
| 17 giugno 2016   | 20 febbraio 2017 | Giuseppe Marani               |               | Commissario      |        |
| 20 febbraio 2017 | 26 giugno 2017   | Alessandra Nigro              |               | Commissario      |        |
| 26 giugno 2017   | 27 giugno 2022   | Michel Barbet                 | M5S           | Sindaco          |        |
| 27 giugno 2022   | in carica        | Mauro Lombardo                | liste civiche | Sindaco          |        |

### Gemellaggi
- Cape Canaveral, dal 1988
- Kašira, dagli anni novanta

### Altre informazioni amministrative
Per effetto della Legge regionale 25/1999 il territorio comunale è stato privato il 15 ottobre 2001 della frazione di Tor Lupara di Guidonia, che è andato a confluire, assieme ad altre frazioni provenienti dall'adiacente territorio di Mentana, nel nuovo comune di Fonte Nuova.

## Sport

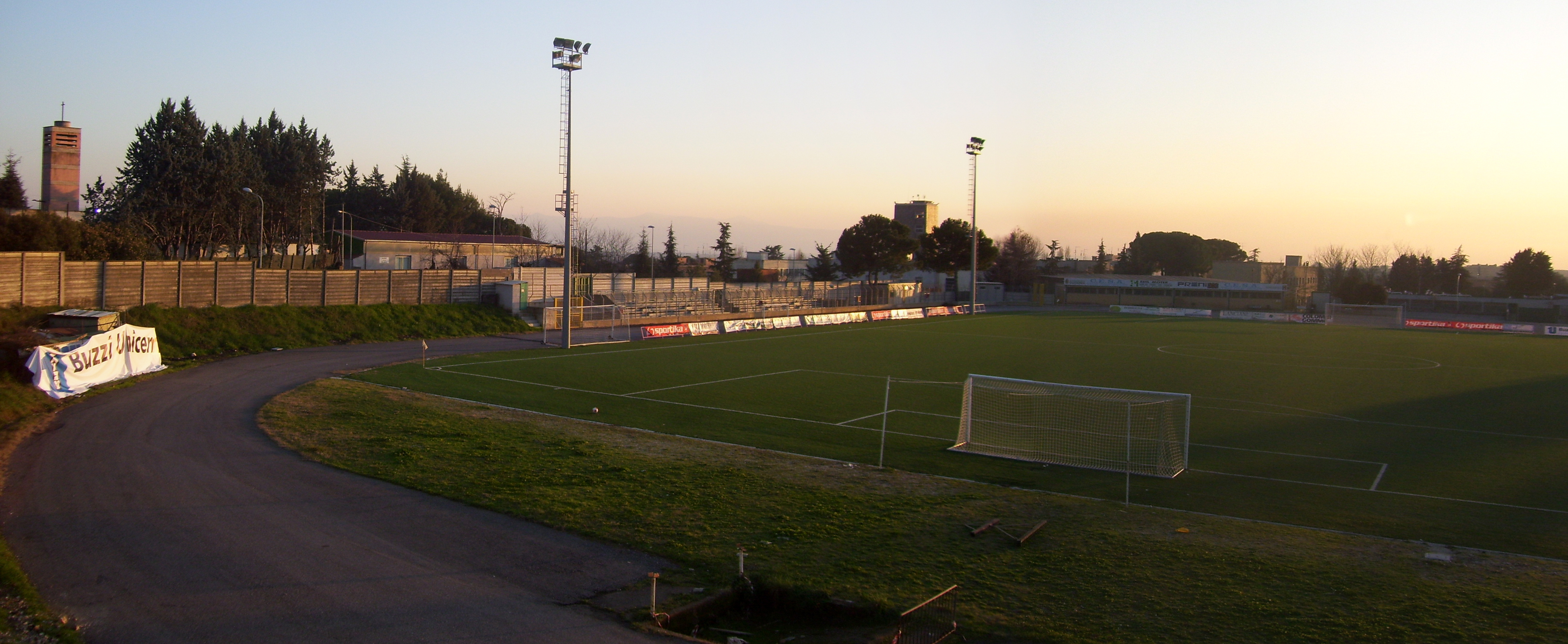
lo stadio comunale.

### Atletica leggera
- Purosangue Athletics Club.[61]

### Calcio
A livello storico, la squadra di riferimento del calcio locale è il Guidonia, che vanta alcune partecipazioni alla Serie D e una alla Coppa Italia. Dal 2024 esiste altresì il Guidonia Montecelio 1937 FC, così rinominato dopo il trasferimento del Monterosi Tuscia, che ha esordito nel campionato di Serie D, vinto nell'edizione 2024/25 e attualmente in serie C.
Gli altri club, mai spintisi oltre il dilettantismo regionale/provinciale, sono Villalba Ocres Moca 1952, Montecelio 1964, Attilio Ferraris Villanova 1956, Setteville Case Rosse e Nova 7.

### Karting
Nel Comune, all'altezza del km 19 800 di via Tiburtina, è ubicato l'autodromo Pista d'oro. L'impianto nato negli anni sessanta ha accolto diverse competizioni, dal Campionato del Mondo al Campionato Europeo ed Italiano, ed ha ospitato negli anni diversi professionisti passati in Formula 1 come Eddie Cheever, Elio De Angelis, Andrea De Cesaris, Emanuele Pirro e Giancarlo Fisichella e Sandro Montani. Il circuito è stato però abbandonato.

### Pallacanestro
I club cestistici cittadini sono il Basket Guidonia e il Guidonia Basketball Academy, entrambi militanti nelle divisioni dilettantistiche a carattere territoriale.

### Pallavolo
Le locali squadre di pallavolo sono il Guidonia Volley (maschile e femminile), l'Energheia Colle Fiorito (femminile) e il ViviVillalba (maschile e femminile); tutte le società militano nelle divisioni dilettantistiche a carattere locale.

### Pugilato
È presente sul territorio l'Accademia Pugilistica Roma Est, fondata dal maestro Simone Autorino nel 2010, che annovera tra i suoi pugili Luca D'Ortenzi, campione Italiano dei pesi massimi leggeri 2019, campione del Mediterraneo IBF 2019, Internazionale IBO 2020 e Internazionale IBF 2022, Maria Cecchi, campionessa italiana dei pesi super gallo 2020, Roberto Castro, campione italiano schoolboys 2019 e Lorenzo Policelli, medaglia di bronzo agli Europei Schoolboys in Turchia nel 2022.

### Rugby
Il Guidonia Rugby, fondato nel 2006, vanta come maggior successo la partecipazione alla Serie C e dispone di alcune squadre giovanili.

### Golf
Sul territorio è presente il Marco Simone Golf and Country Club, fondato nel 1989 e sede della Ryder Cup 2023.

### Impianti sportivi
Lo stadio comunale di Guidonia, ubicato in via Po e capace di 2900 spettatori, dispone di un campo di gioco misurante 105 m x 65 m, in erba sintetica. Inaugurato nel 2006 alla presenza della S.S. Lazio, è stato inizialmente usato dal Guidonia; dal 2023 è gestito dal Guidonia Montecelio 1937 FC (ex Monterosi Tuscia).
Vi è poi il palasport, all'interno del quale sono ubicate la piscina e la palestra, adibito alla pratica di diverse discipline